# Хыналыг
Хыналыг (азерб. Xınalıq; хин. Хыналыкъ) — село в Губинском районе Азербайджана, расположенное на высоте 2100—2200 метров выше уровня моря над рекой Кудиалчай. Знаменито своим языком, своеобразными обычаями и традициями. В наши дни в Хыналыге проживает около двух тысяч жителей. Почти всё население является коренным.
Находится в труднодоступном районе на юго-западе Губинского района на склоне горы Кызылкая на северном склоне Главного Кавказского хребта, напротив одноименной горы Хыналыг. Своей труднодоступностью, своеобразным языком, уникальным архитектурным обликом и культурой село привлекает туристов и путешественников. Здесь находятся относящиеся к средним векам храм Огнепоклонников, гробница Хыдыра Неби, мечети Шейха Шалбуза, Абу Муслима, пещеры и многочисленные неизученные археологические памятники.
Большую часть территории занимают субальпийские и альпийские луга.
В Хыналыг из районного центра Губы ведёт асфальтированная дорога. Здесь находится погранзастава и один из входов в Шахдагский национальный парк.
Вся высокогорная территория вокруг Хыналыга является Шахдагским национальным парком.
18 сентября 2023 года культурный ландшафт народа Хыналыг  и маршрут перегона скота «Кёч-Йолу» (исторический кочевой путь Губа-Шемахы-Гобустан, протяженностью более 200 км) внесены в список всемирного наследия ЮНЕСКО.

## История
Хиналугцы — потомки населения древней Кавказской Албании. Первые упоминания о них в письменных источниках относятся к XVIII веку. До XIX века Хыналыг входил в состав Ширванского, со второй половины XVIII века — Губинского ханства.
Согласно одной из версий, Ноев Ковчег обосновался на территории Хыналыга и, исходя из этого, народ Хыналугцы являются его потомками. Согласно данной версии первичным местом обоснования Ноя являлись горы, прилегающие к селу. На протяжении периода их проживания произошло землетрясение, которое разрушило всё созданное ими хозяйство, и оставшаяся в живых часть населения переселилась на нынешнюю территорию Хыналыга.
В процессе археологической экспертизы найденных находок, было установлено, что они были созданы порядка 2 тысяч лет назад.
Лингвистика показывает, что хиналугский язык не имеет живых родственников ближе 4000 лет.

## Происхождение названия
Название "Хыналыг" не имеет связи с древней историей села. По одной из версий, название связано с горой, находящейся напротив села, породы которой имеют бело-красный цвет.  При восхождении солнца над горой, село окрашивается  в ярко-оранжевый цвет, идентичный цвету хны. Название "Хыналыг" стало использоваться примерно в 50-60 года XIX века.

## Язык
Население Хыналыга более 4000 лет сохраняют свой язык. Народ, проживающий в Хыналыге, говорит на древней языковой ветви, присущей только данной области. Сами хыналугцы обозначают хыналугский язык как кетшский. Хыналугский язык относится к нахско-дагестанской семье языков. Язык не имеет различных диалектов и акцентов. Единственной разницей в произношении всего села, может быть, разное произношение определенных слов у основных кланов села.

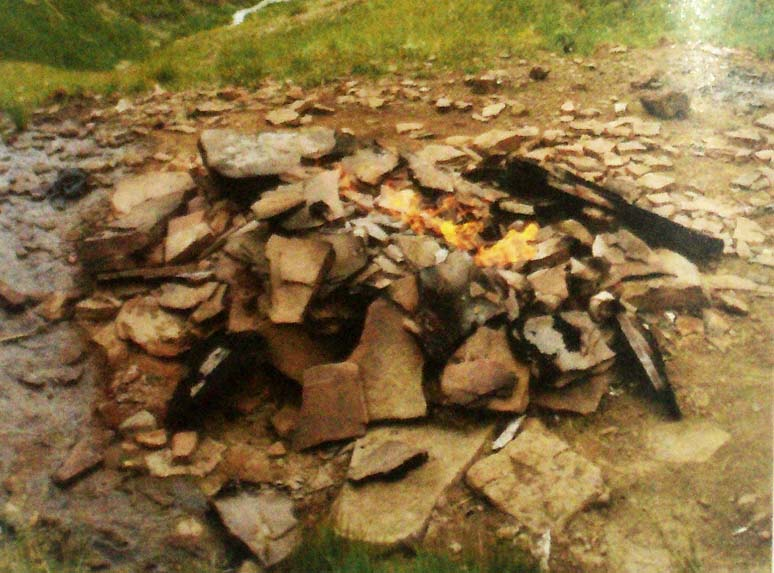
Чӏаь йувур джигаь («место, где горит огонь») — Хыналыгский атешгях до восстановления

## Образование
В настоящий момент в селе Хыналыг функционирует школа-интернат, построенная Министерством образования Азербайджана в 2008 году. Школа рассчитана на 300 учеников, а также располагает общежитием, рассчитанным на 50 учеников, стадионом, компьютерным залом, котельной, спортивным залом и медицинским кабинетом.

## Культура

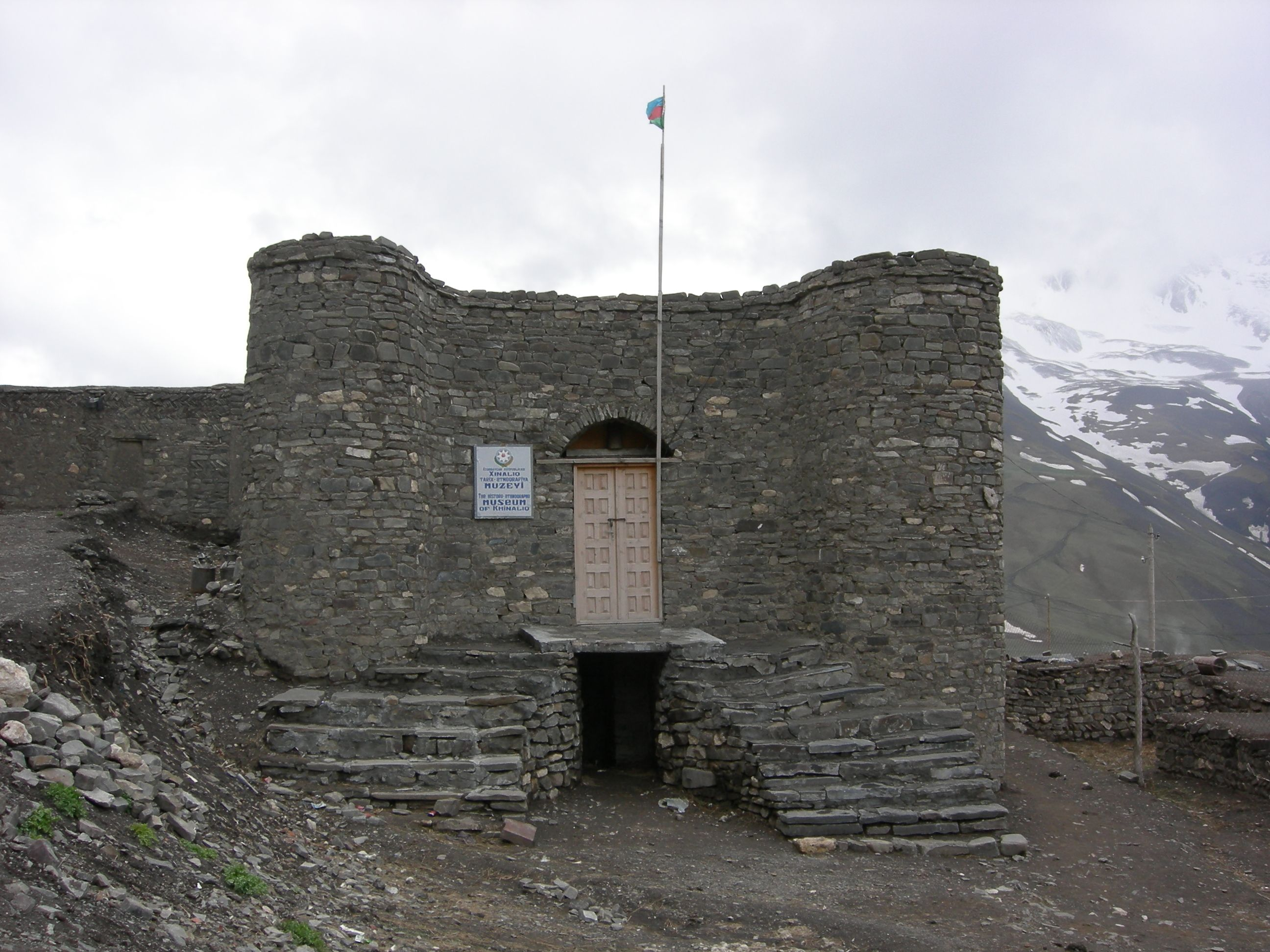
Историко-этнографический музей села Хыналыг

Хыналыг входит в список исторических памятников, имеющих всемирное значение ЮНЕСКО, и является музеем под открытым небом.
Распоряжением президента Азербайджана Ильхама Алиева от 19 декабря 2007 года историческая территория села Хыналыг была объявлена государственным историко-архитектурным и этнографическим заповедником «Хыналыг».

### Архитектура
Согласно принятому решению номер 132, Кабинета Министров Азербайджанской Республики, 2 августа 2001 года Хыналыг был включен в список "Исторических и культурных памятников мирового значения".
В 2008 году Хыналыг был включен в список Всемирного фонда памятников как "находящийся под надзором исторический памятник мирового значения".
Согласно 2563 изданному 19 декабря 2007 года, и подтверждённому 19 декабря 2008 года со стороны Кабинета Министров Азербайджанской Республики, указу Президента Азербайджана, историческая территория Хыналыг является государственным историко-архитектурным и этнографическим заповедником. Исходя из данного указа:
1. Заповедник находится под управлением Министерства Культуры Азербайджанской Республики.
2. Все находящиеся на территории объекты включая исторические, культурные, археологические, этнографические, нумизматические и др. находятся под охраной государства.
3. Вся территория заповедника является неприкасаемой и не подлежит использованию.

Дома, находящиеся в селе, выстроены по принципу каскада и таким образом крыша каждого дома является крыльцом выше находящегося дома. В Хыналыге коровий помет используется в строительстве домов, а также применяется в хозяйстве, в качестве растопки каминов зимой. Для использования его смешивают с глиной и соломой и спрессовывают в кирпичи.
Историко-этнографический музей села Хыналыг
В 2001 году жители села Хыналыг основали Историко-этнографический музей села. В музее представлены древние экспонаты, относящиеся к селу, найденные в разные периоды существования села. Сюда относятся как различные документальные экспонаты, так и предметы хозяйства и искусства. Визуально музей напоминает маленькую древнюю крепость, выстроенную из натурального камня.

### Вероисповедание
До исламской веры хиналугцы были огнепоклонниками. Огонь здесь до сих пор является предметом особого уважения.
Началом отчета принятия ислама в Хыналыге считается XII век, именно в этот период Абу Муслим стал распространять его среди населения. На данный момент в селе Хыналыг имеется порядка 7 мечетей. Первая мечеть, именуемая как Джума мечеть, появилась в XII веке с принятием ислама населением села. Мечеть названа в честь Абу Муслима, и именуется как мечеть Абу Муслима. Помимо Джума мечети в Хыналыге также имеются мечети: Шейх Шалбуз, Шейх Исрафил баба, Хыдыр Наби, Мохудж Баба и другие.

## Хыналыгский атешгях

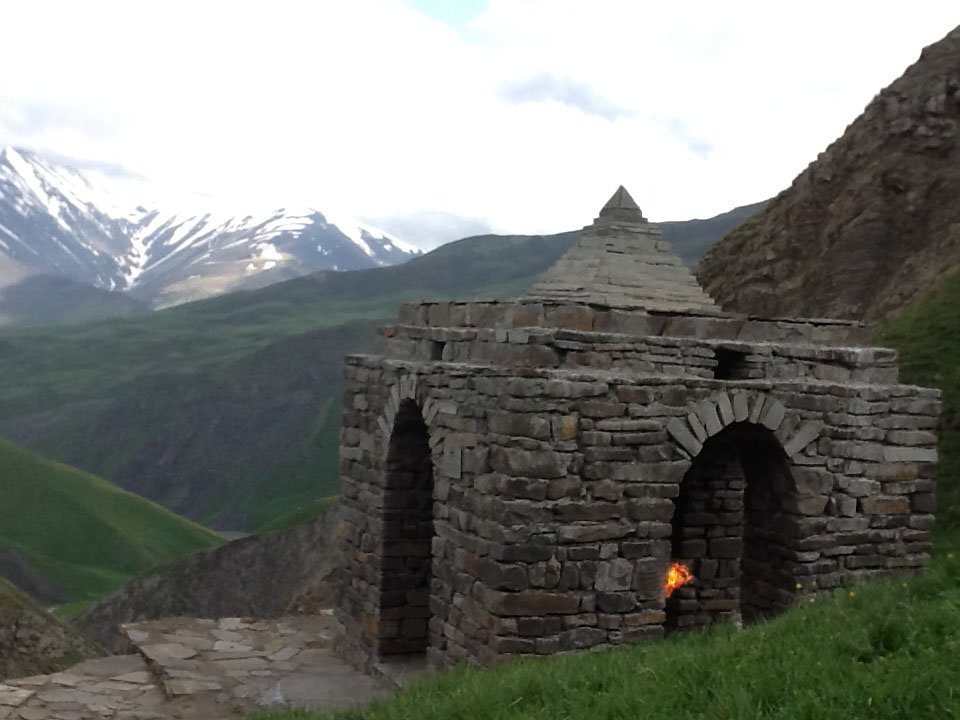
Восстановленный атешгях у с. Хыналыг, Азербайджан

Примерно в 5 км к западу от села, на высоте ~3000 м над уровнем моря, на отроге горы Шахдаг, у подножия скалы Гызыл-гая расположен атешгях – зороастрийский храм огня с естественным пламенем. Храм был восстановлен на месте прежних руин усилиями World Zoroastrian Organisation и Министерства культуры и туризма Азербайджана в 2016 г.. Памятник внесён в реестр исторических и культурных памятников Азербайджана под номером 4647.
О существовании в высокогорьях этой части Кавказа культовых сооружений, в основе которых присутствует зороастризм, неоднократно упоминают различные авторы.
Так, путешественник XVII века Адам Олеарий пишет:
«...Эльбурс есть часть Кавказских гор, в области Табесеран, граничащей с Грузией, и высоты его очень хорошо видны с описанных сейчас гор. На этом Эльбурсе персы некогда держали свой неугасаемый огонь и поклонялись там ему; но теперь этого огня и его поклонников нет…, они удалились оттуда в Индию...» 
Как следует из описания и карты, которую прилагает Олеарий, Эльбурсом он называл гору Шахдаг, и соответственно, речь идёт о естественных огнях, расположенных на её отрогах.
Священнослужитель Макар Бархударянц в 1893 г. приводит сведения о храмах огня, в числе которых упоминается и хыналыгский:
«…багин (храм) был построен в Кубинском уезде близ села Хыналык у вулкана под названием Атешгях, где на древних остатках пришельцами из Индии были сооружены разные постройки».

## Достопримечательности
- Историко-этнографический музей села Хыналыг
- Музей уникального наследия Хыналыга[24]

На территории села присутствуют 8 древних захоронений. Присутствуют захоронения в 3 и 4 слоя.
4 сентября 2023 года создан заповедник «Хыналыг и Кочевой путь», который включил в себя протянувшийся на 200 км кочевой путь от села Хыналыг до Пирсагатского водохранилища.
Музей уникального наследия Хыналыга создан в 2019 году. Среди экспонатов музея ковры, рукописи, ювелирные украшения, старинные монеты, римские фалеры.

## Известные уроженцы и жители
- Рагим Алхас — азербайджанский поэт и публицист.
- Лала Аббасова — депутат Милли Меджлиса — парламента Азербайджана третьего созыва, педагог, журналист.
- Шафагат Набиев — член правления Союза малых предпринимателей на Украине, бизнесмен, меценат, занимается благотворительной деятельностью.

## Галерея
Село

Дорога с села Хыналык
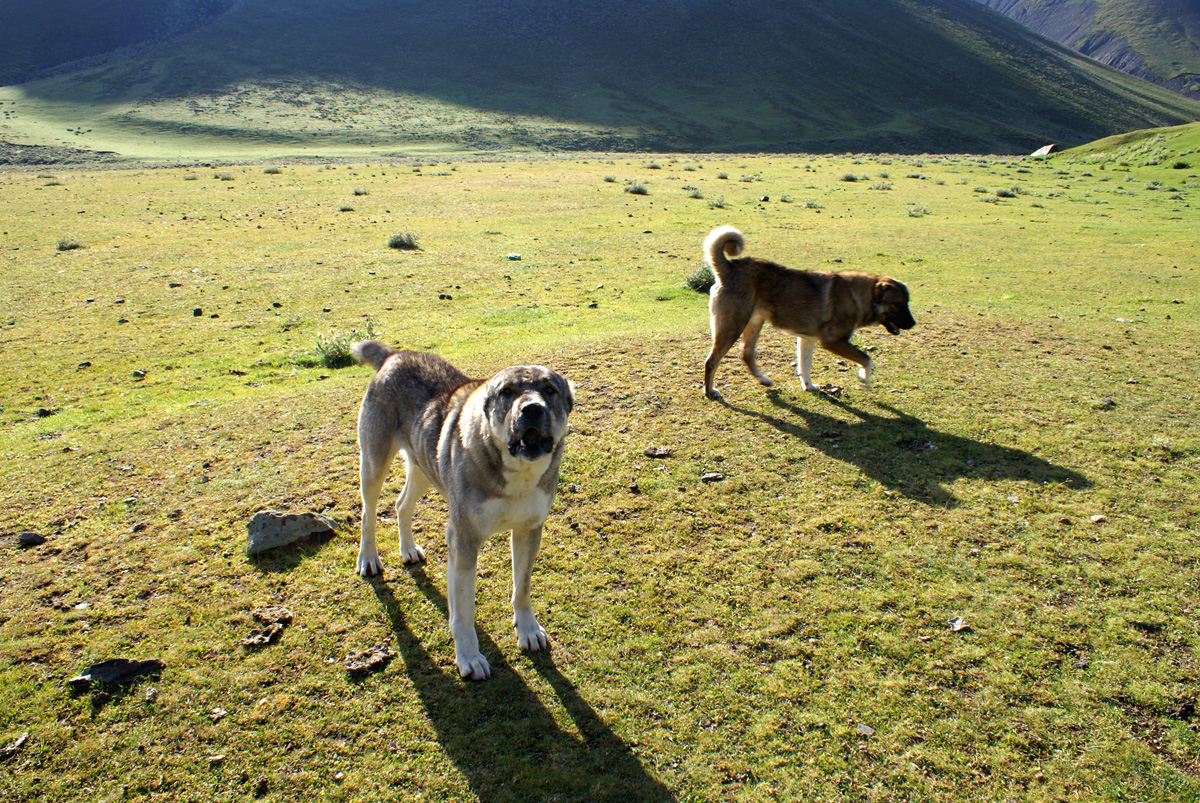
Кавказская Овчарка
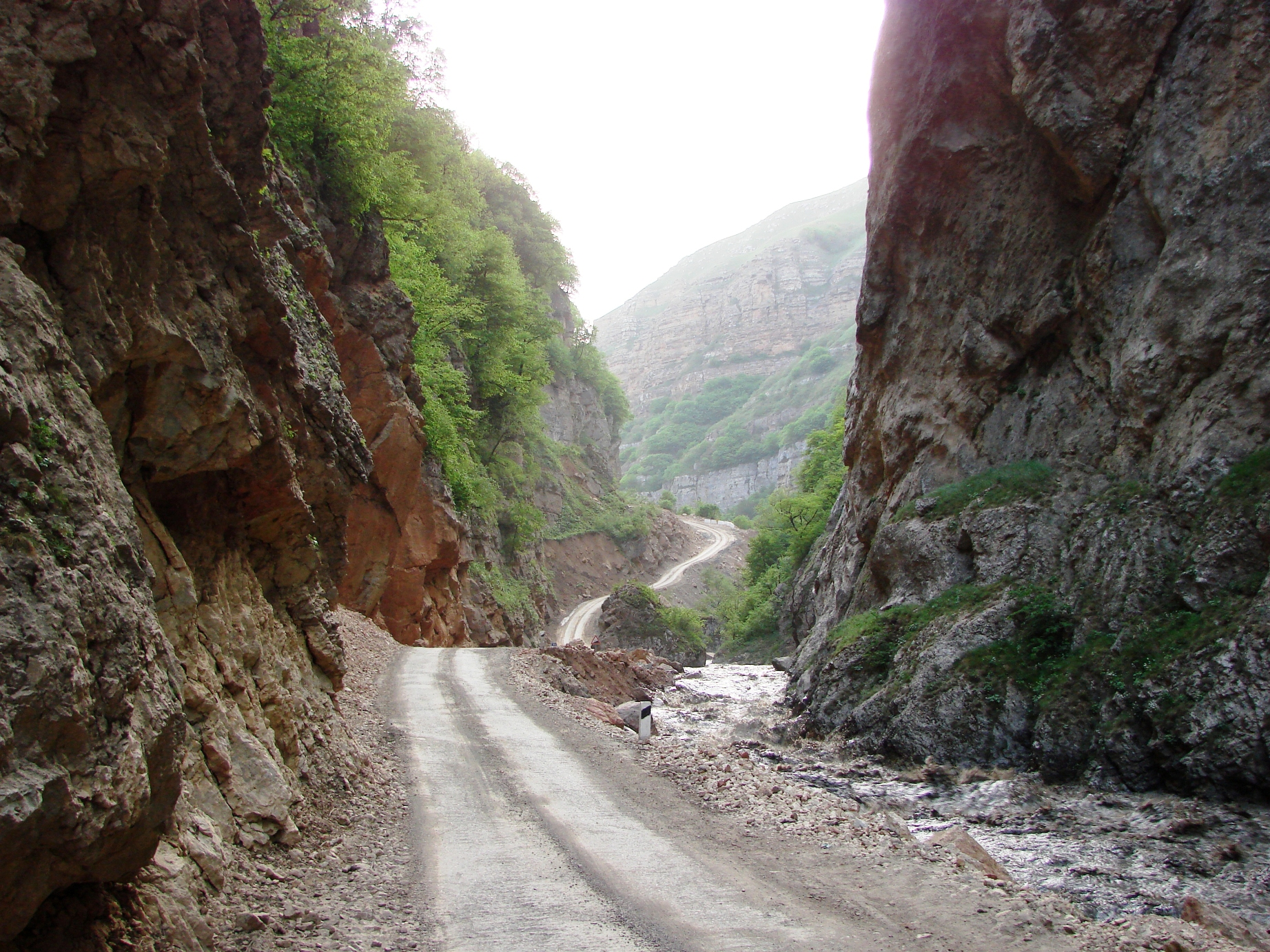
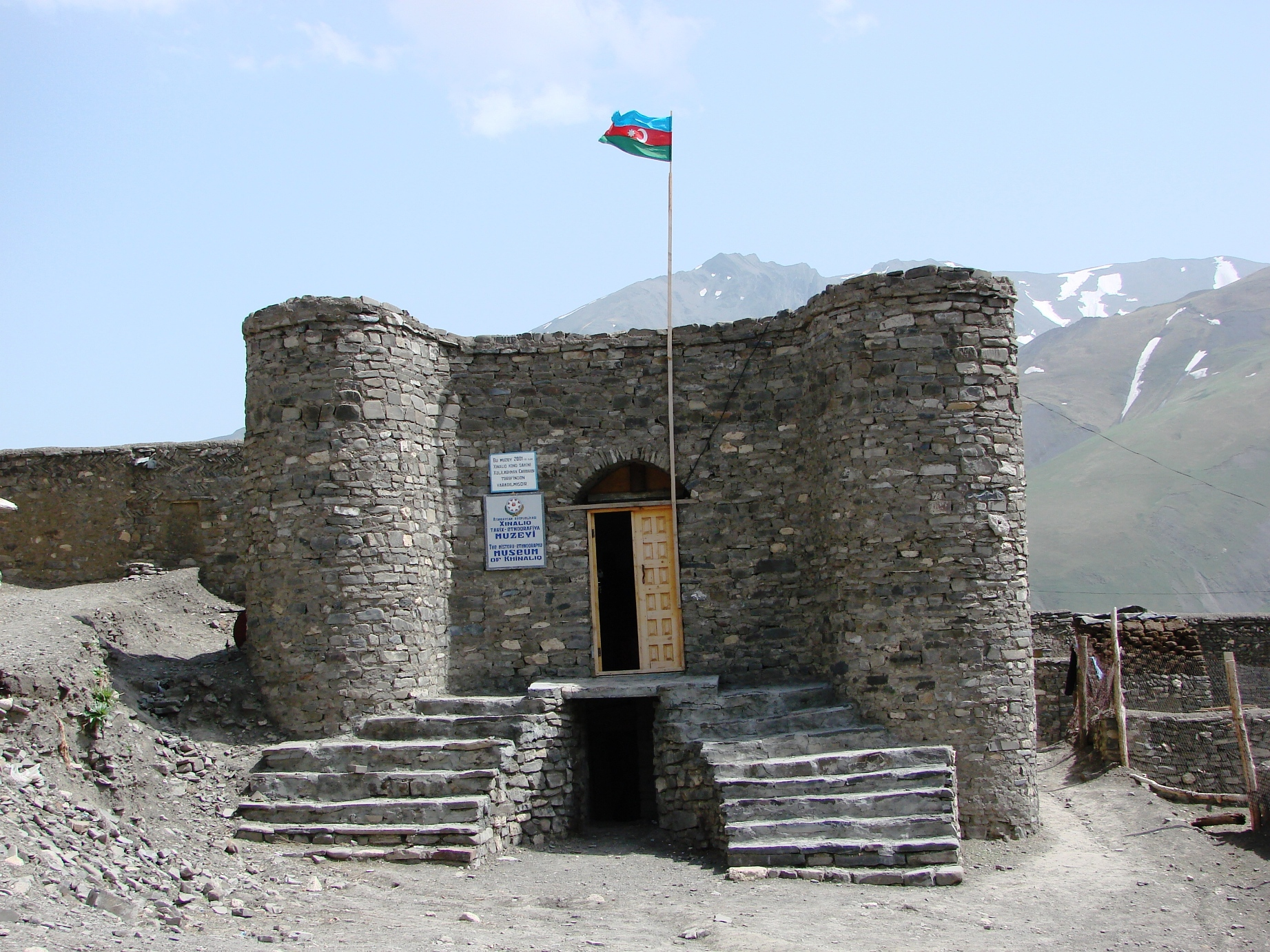
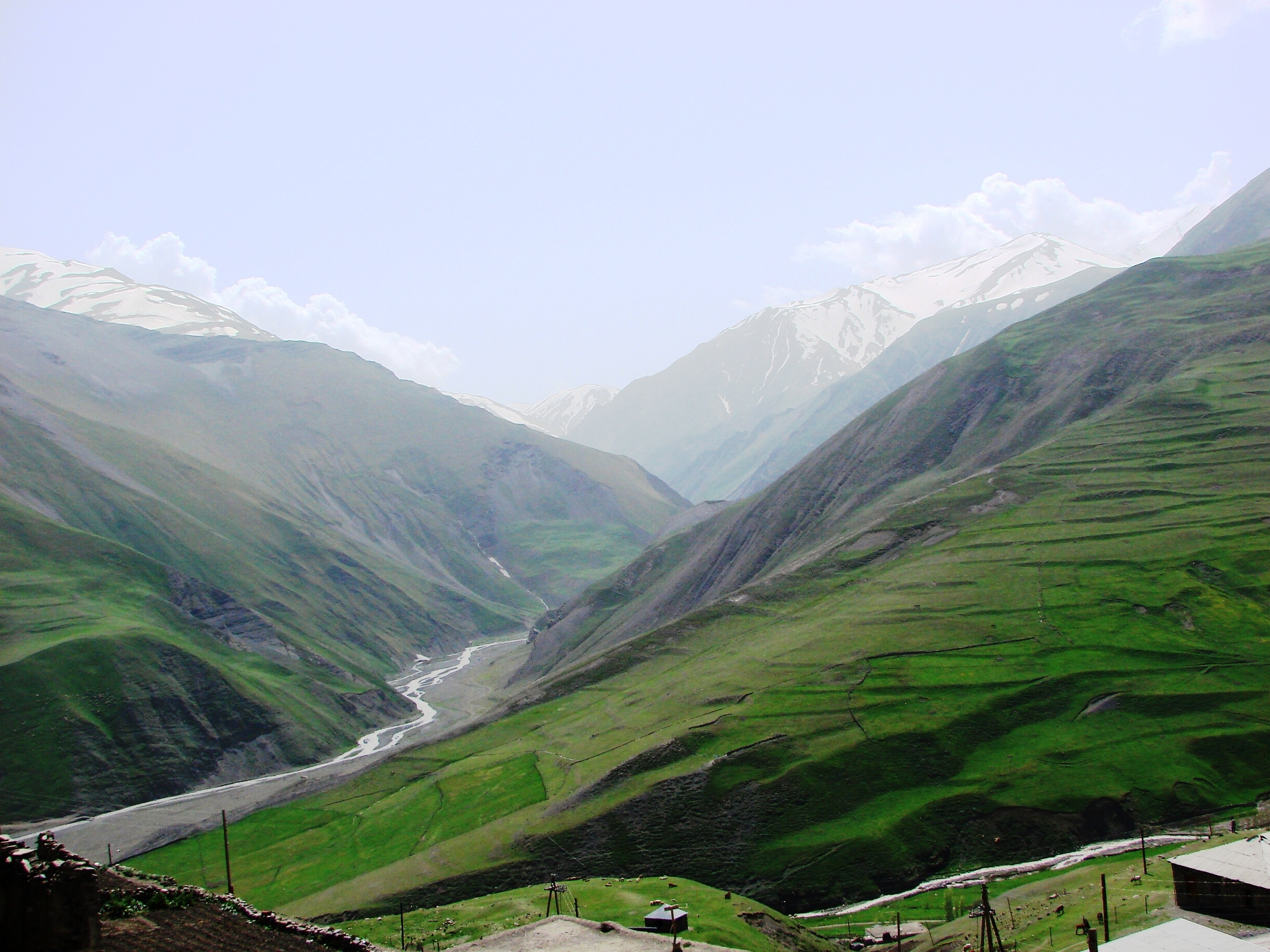
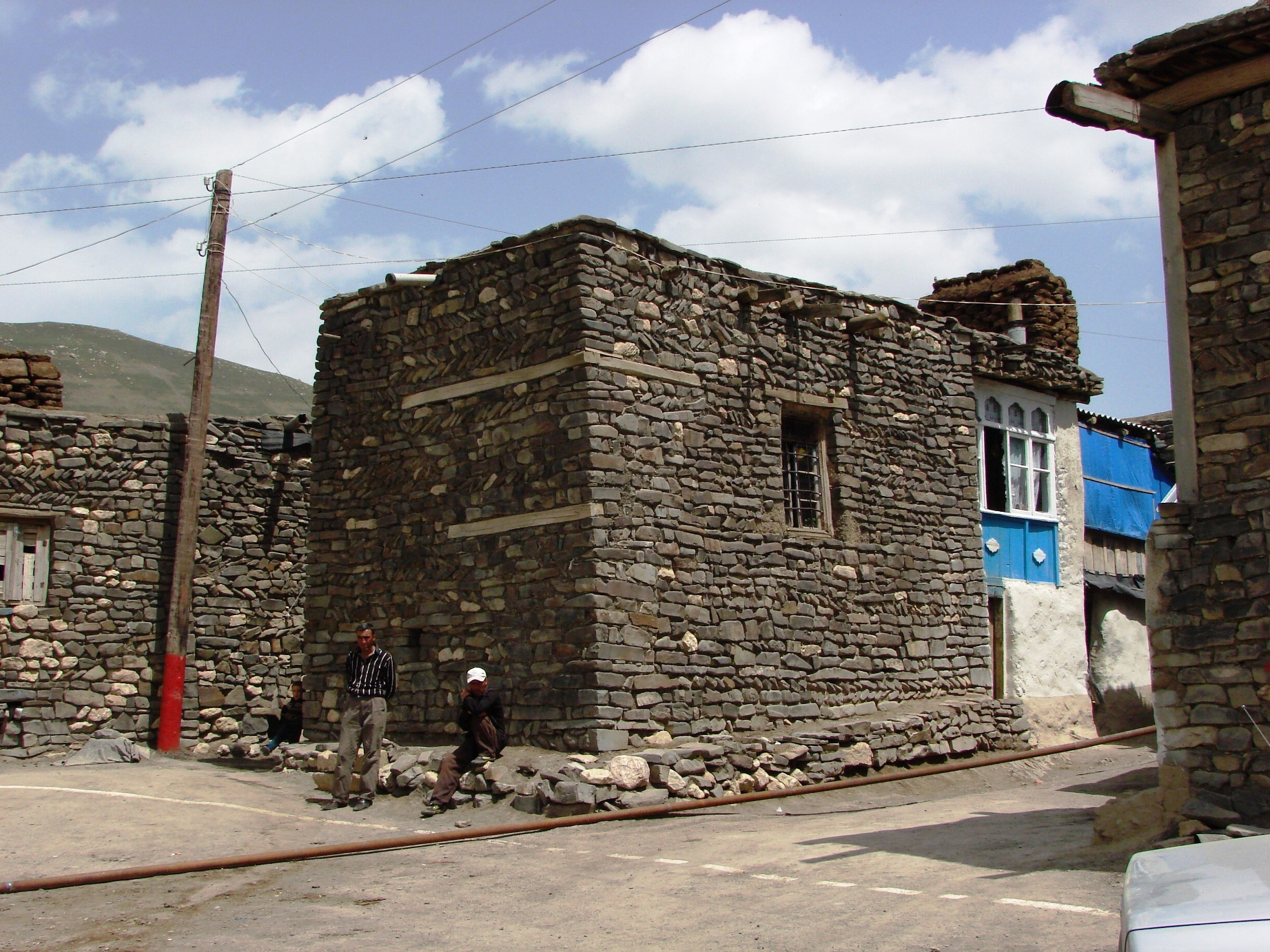
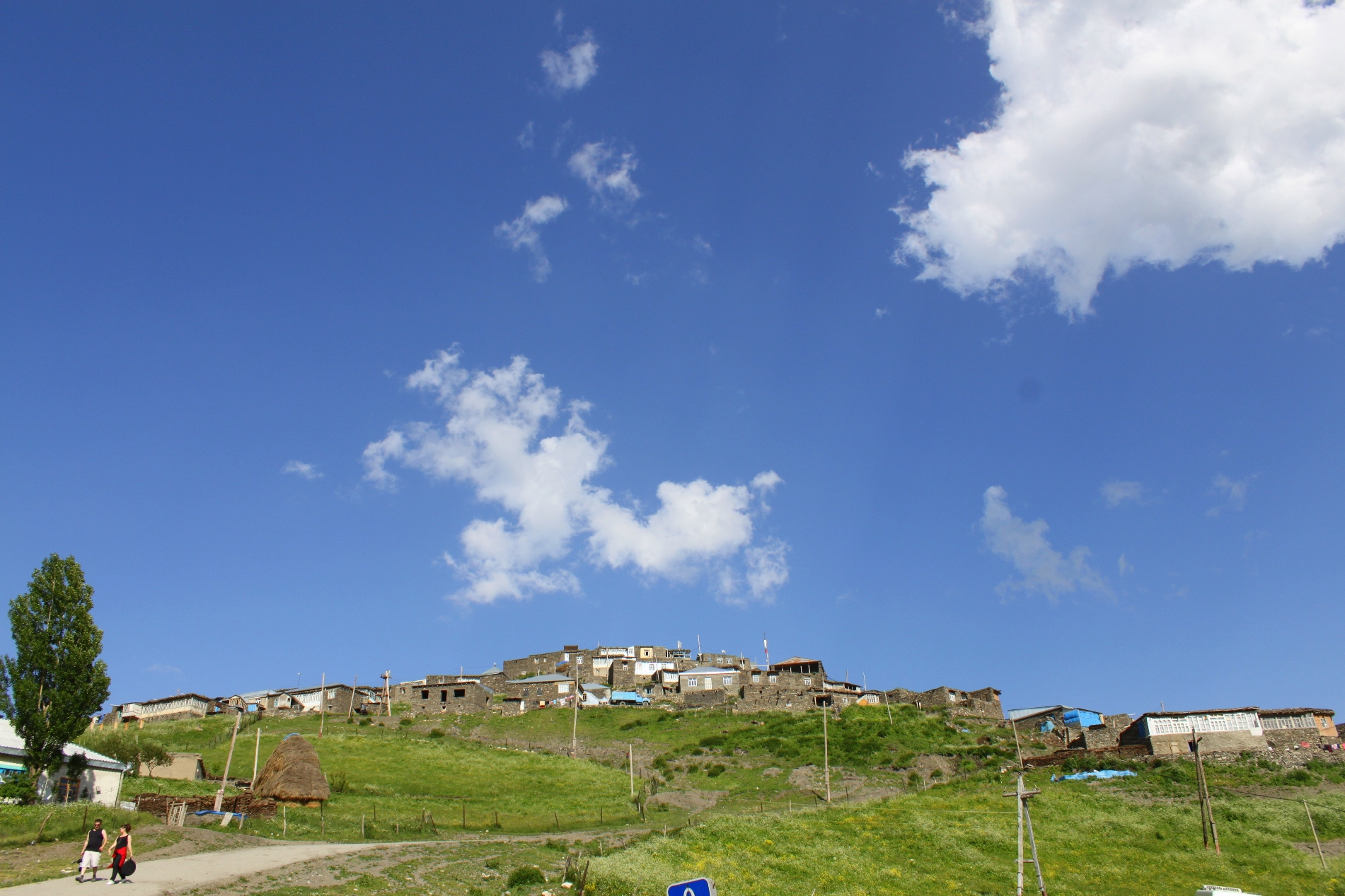
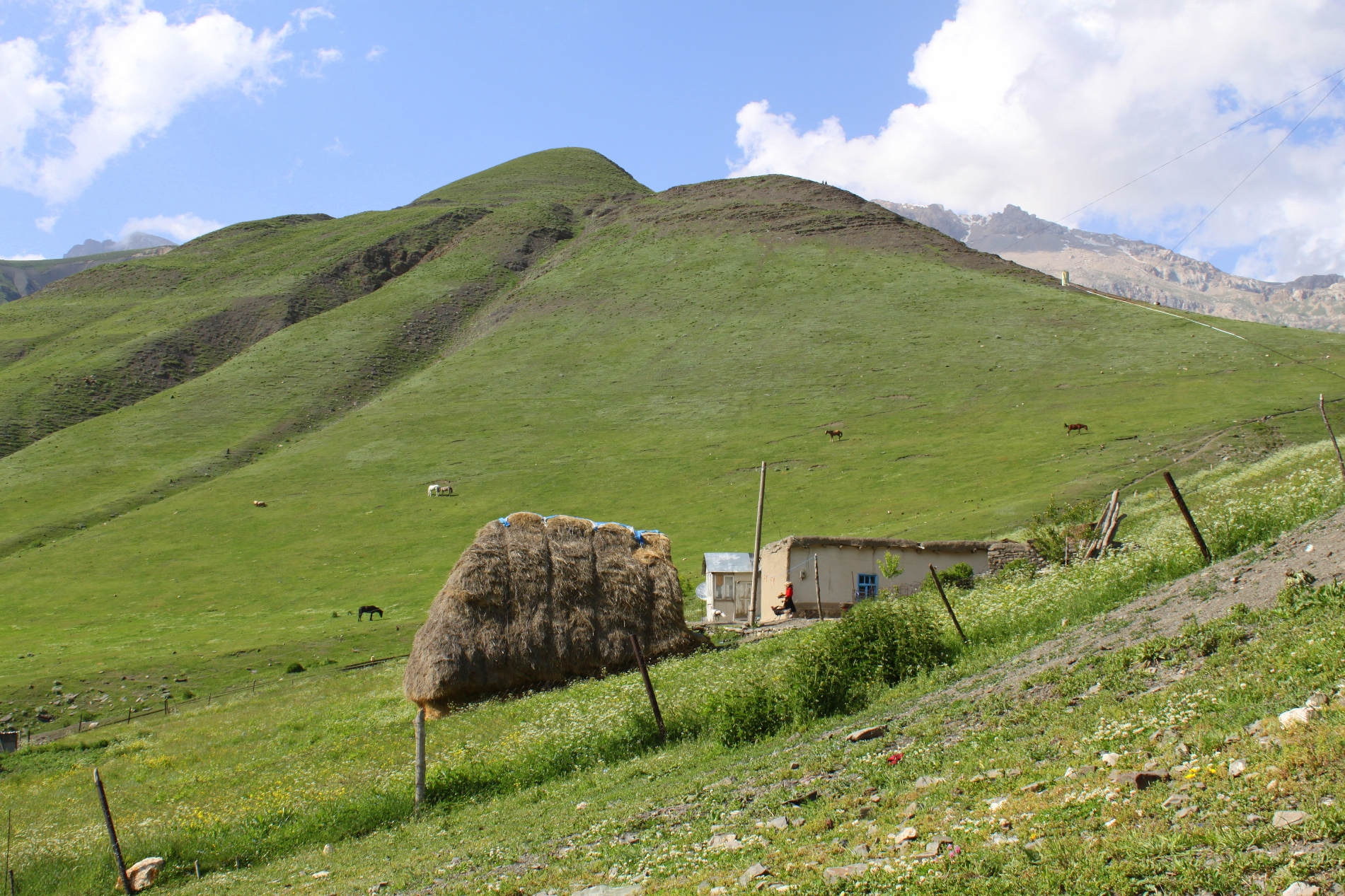
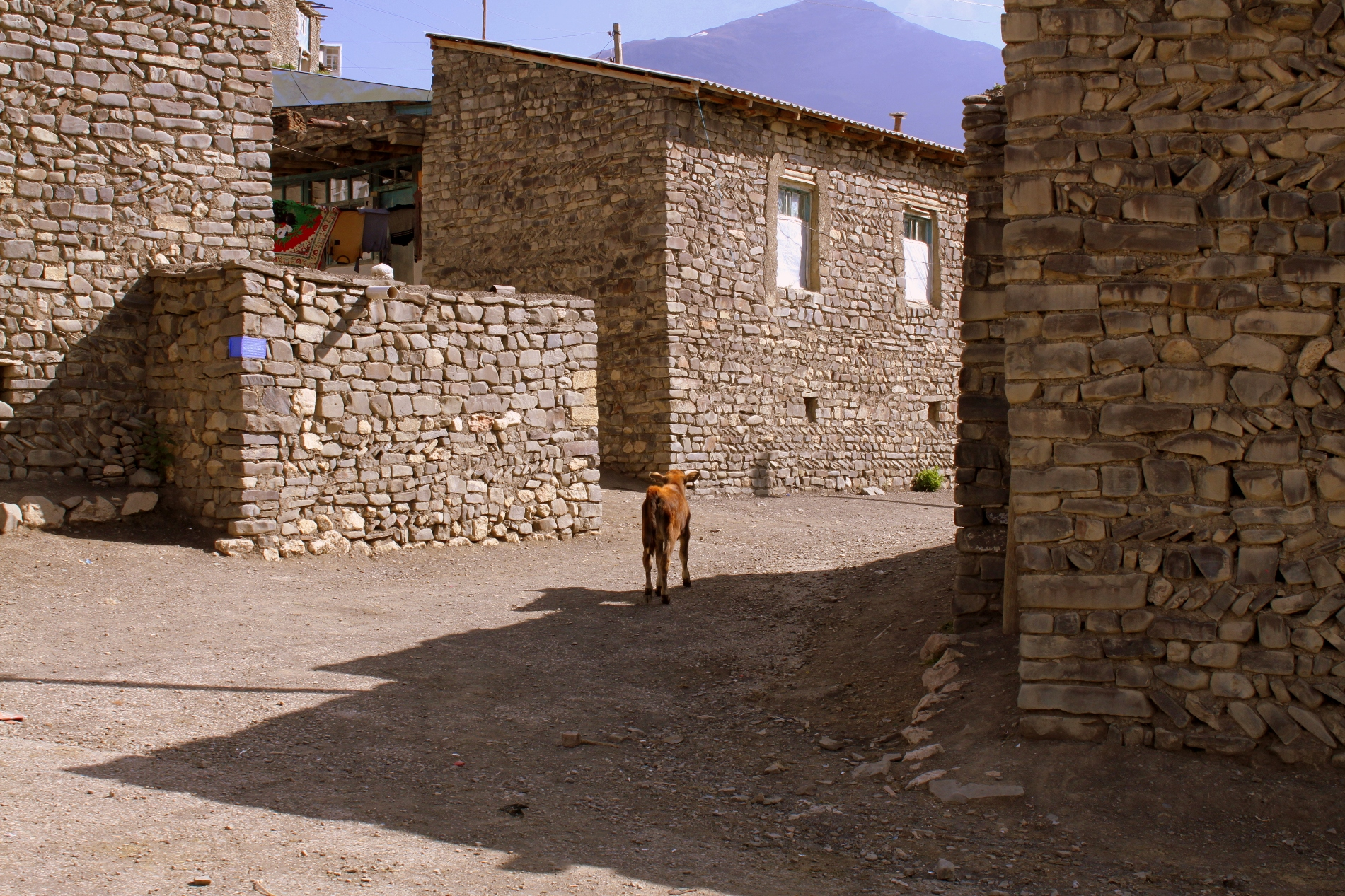
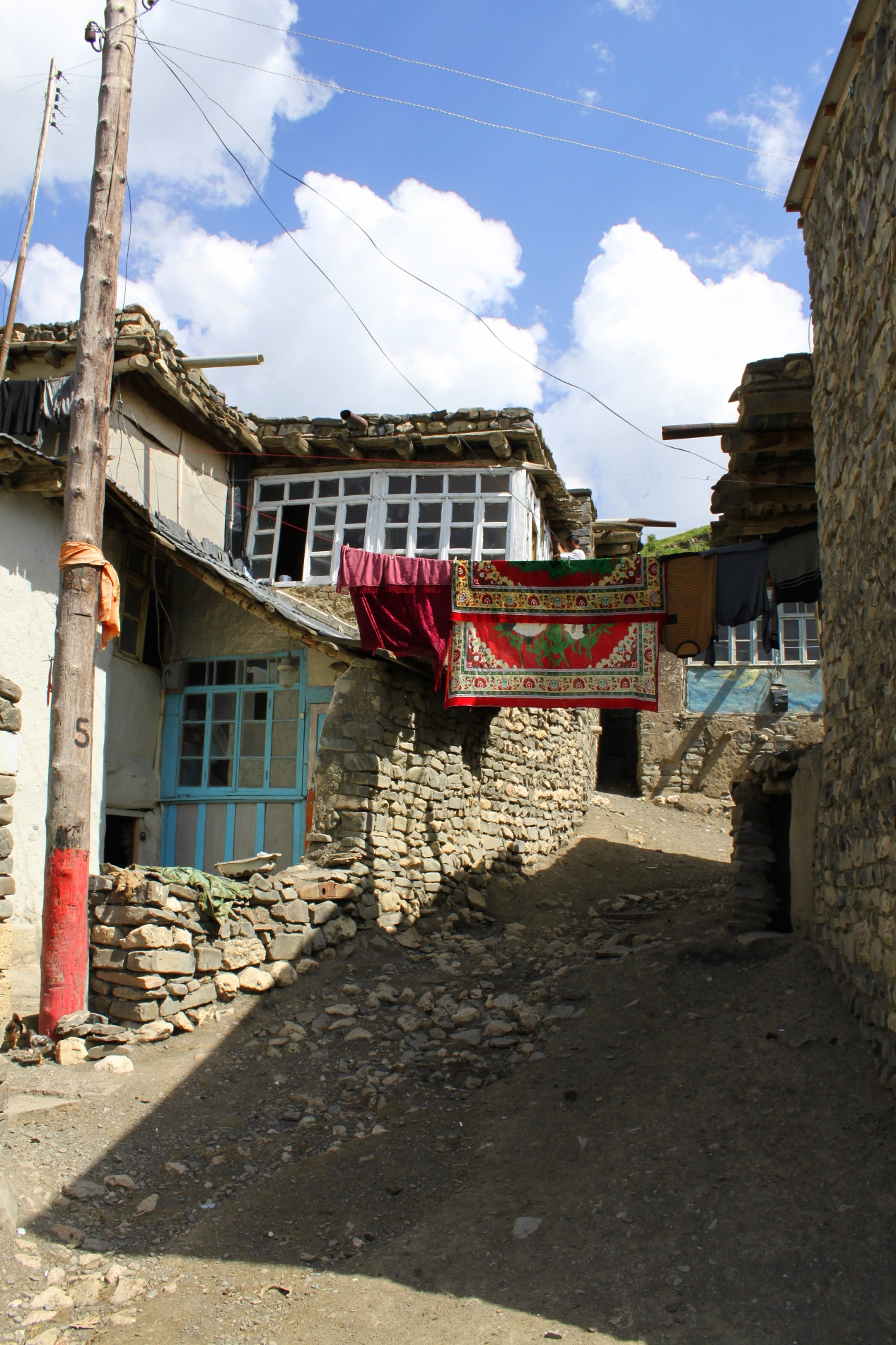
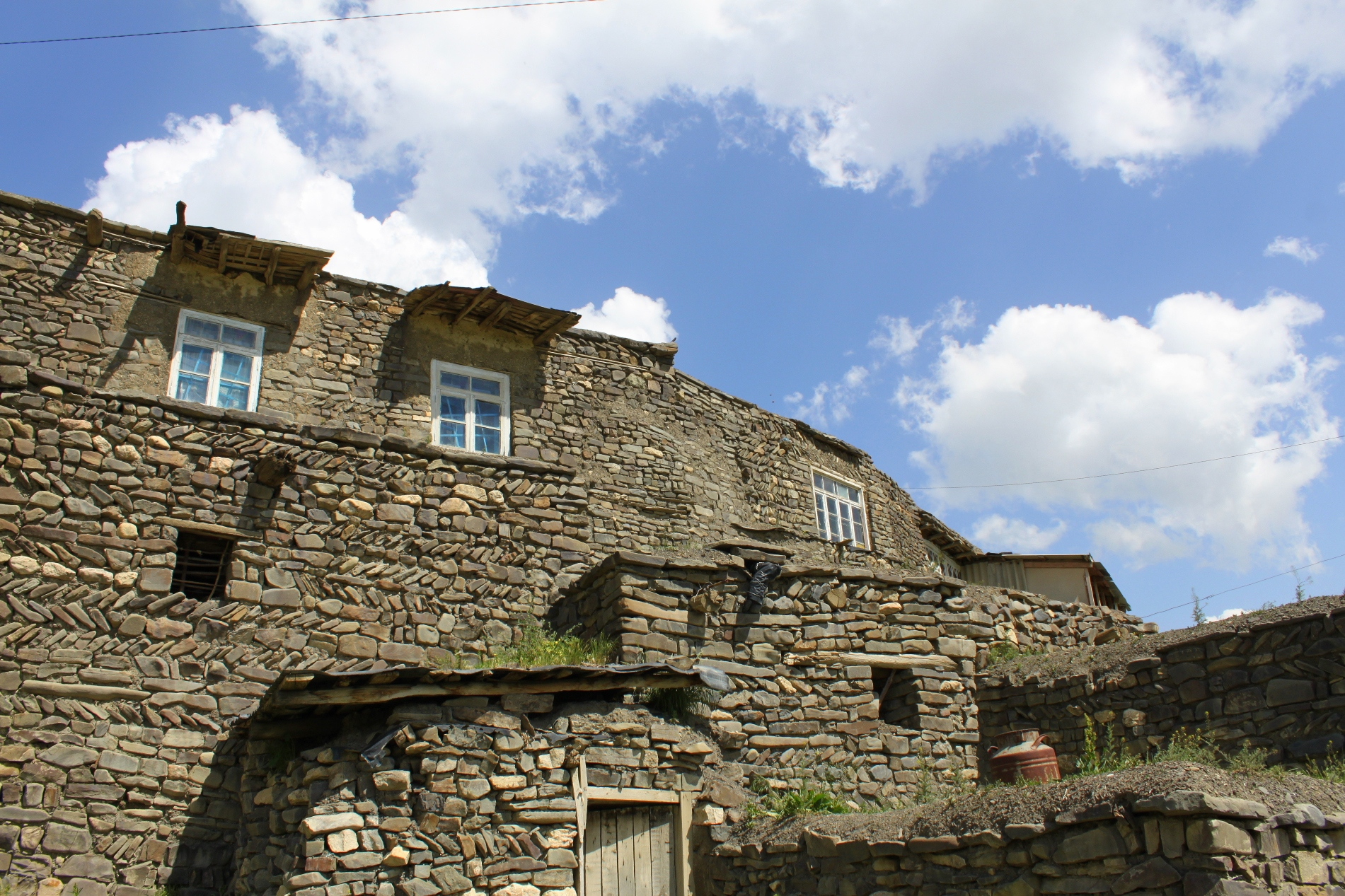
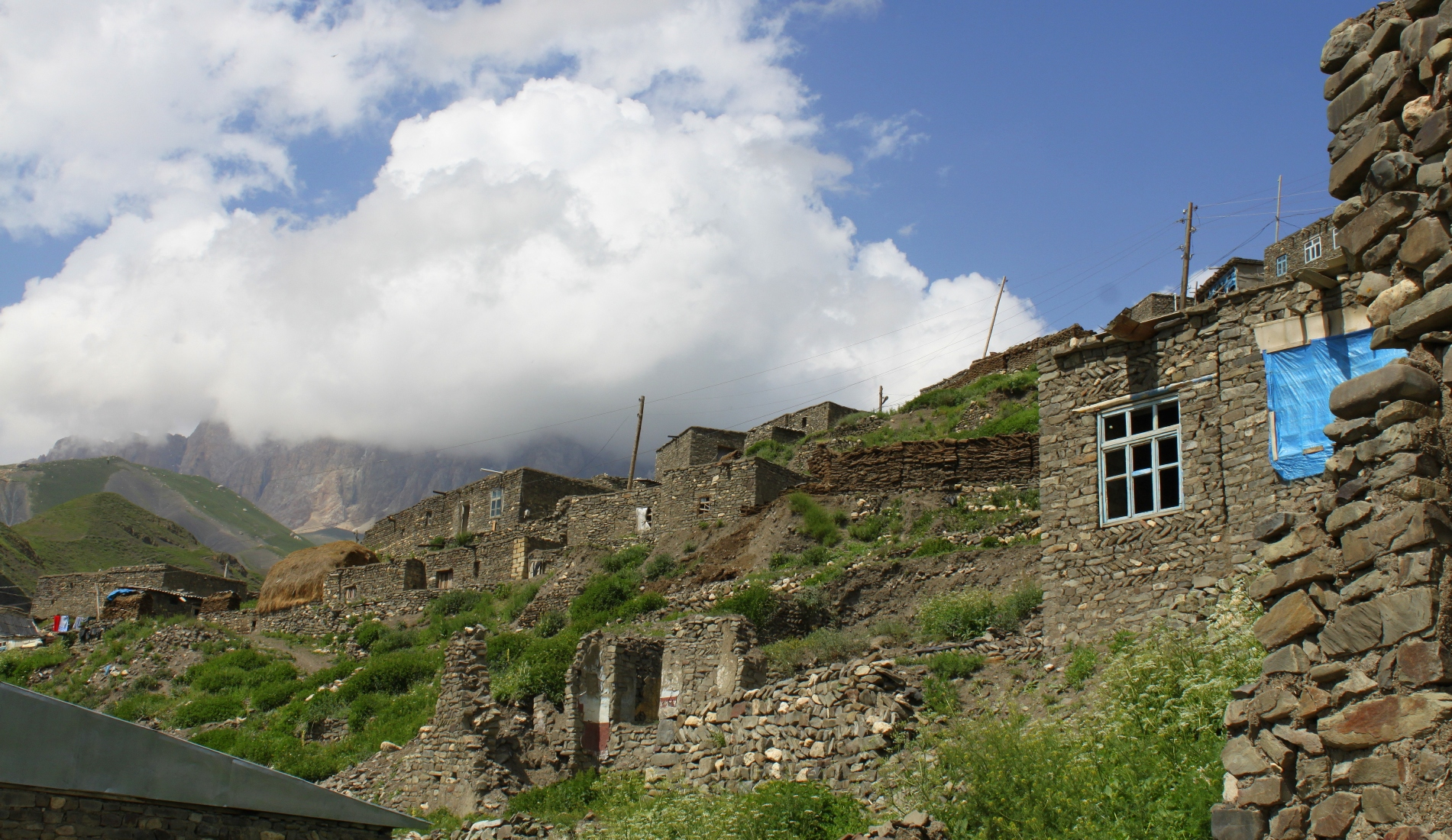
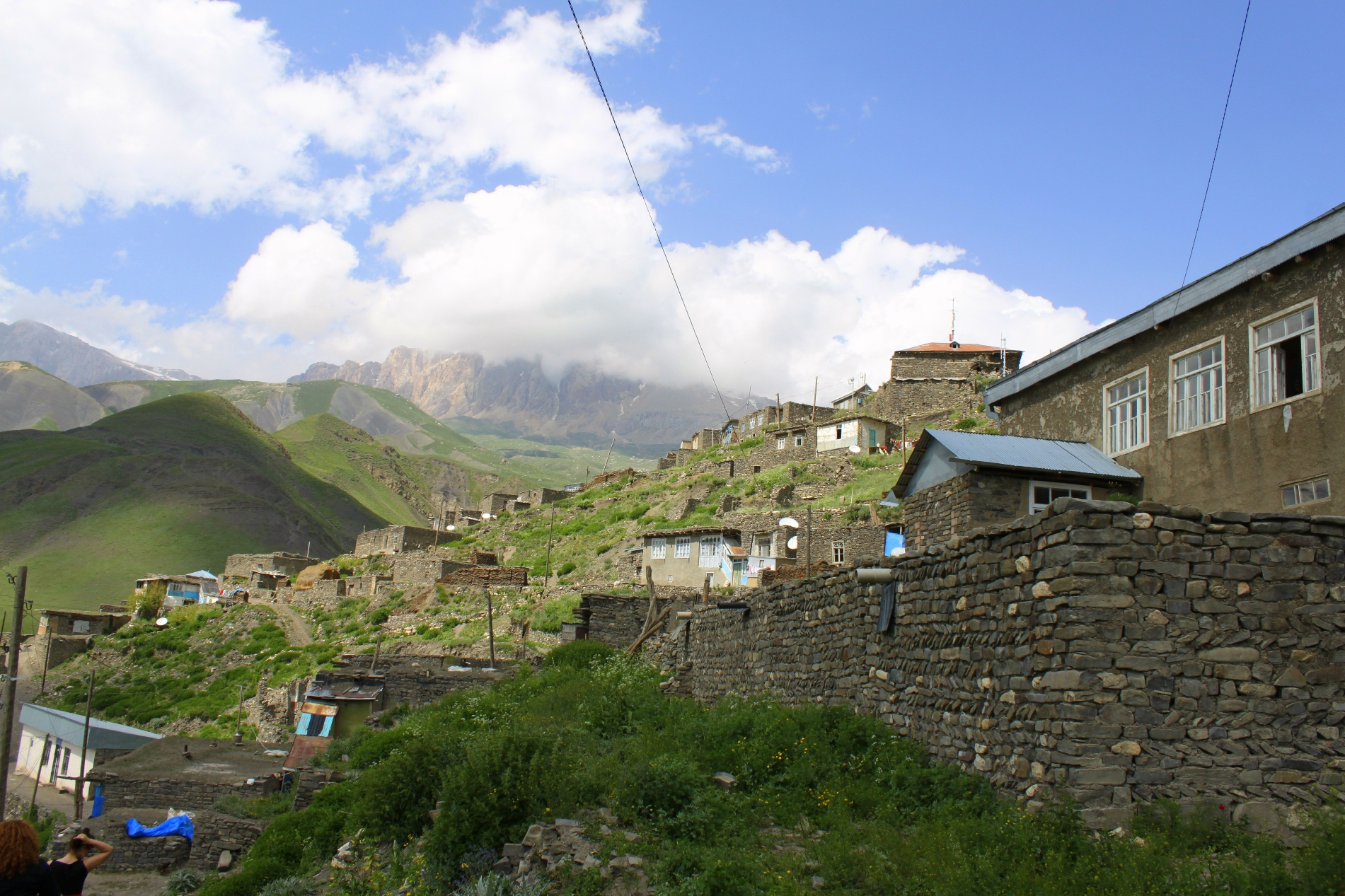
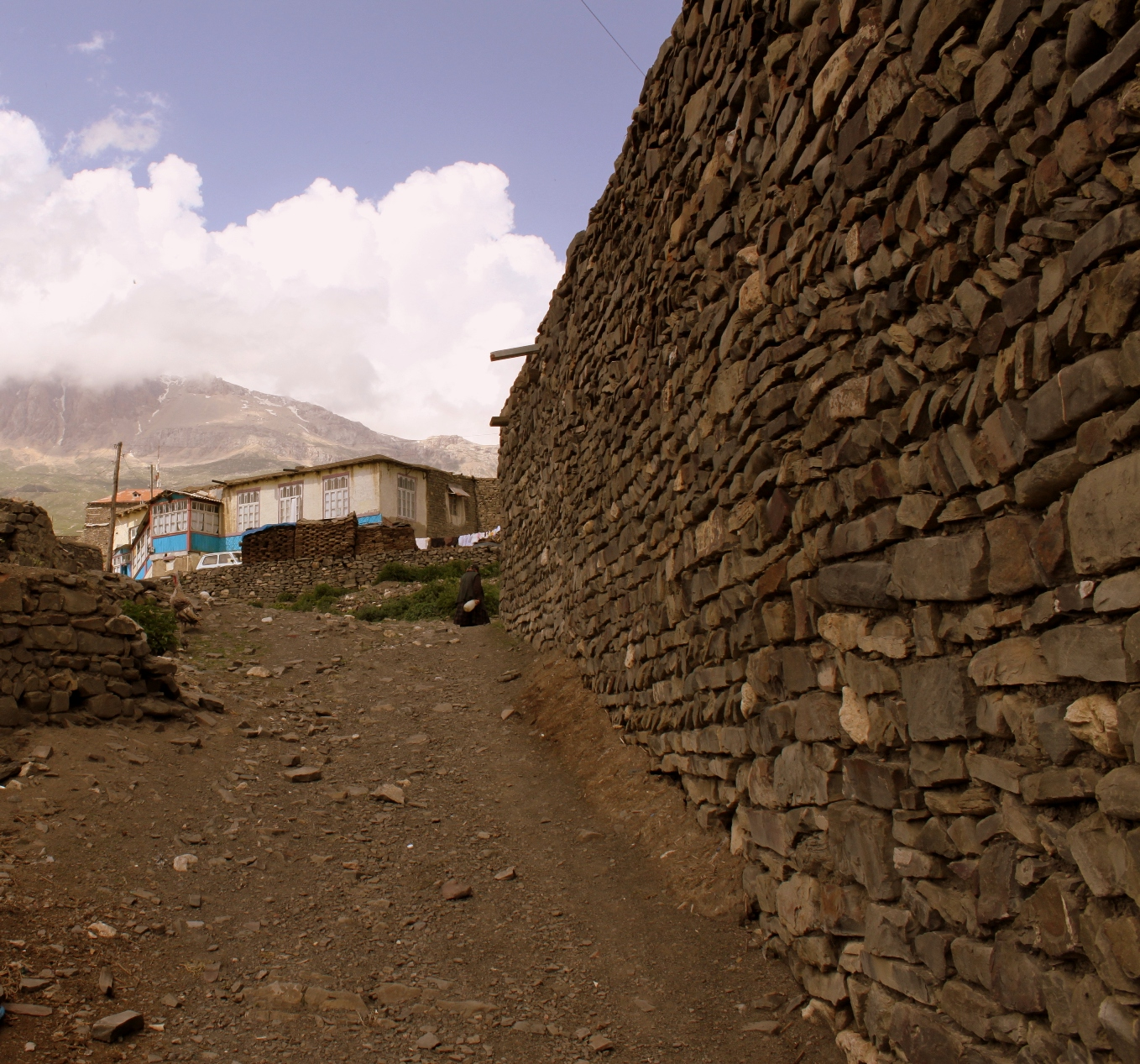
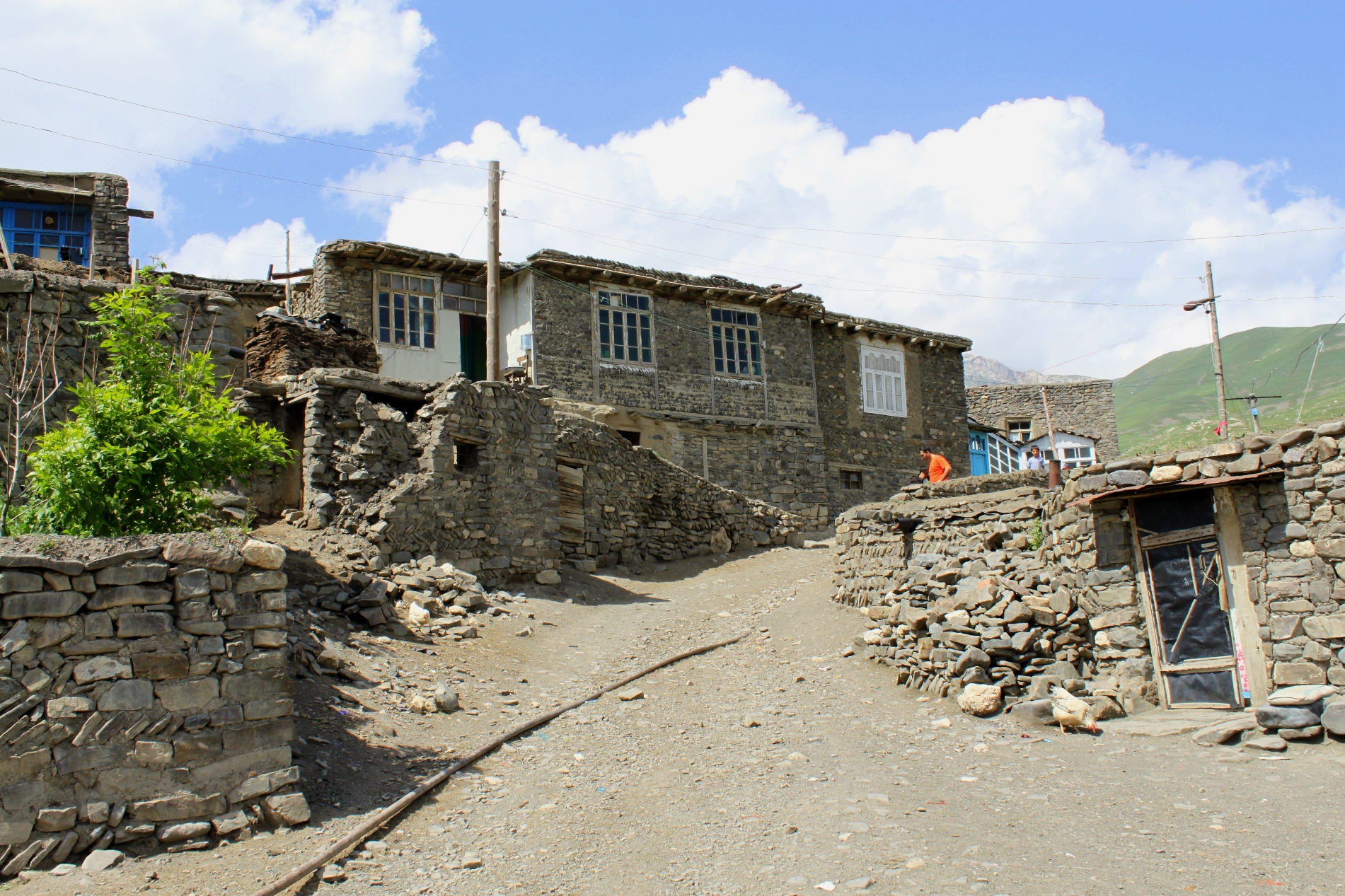
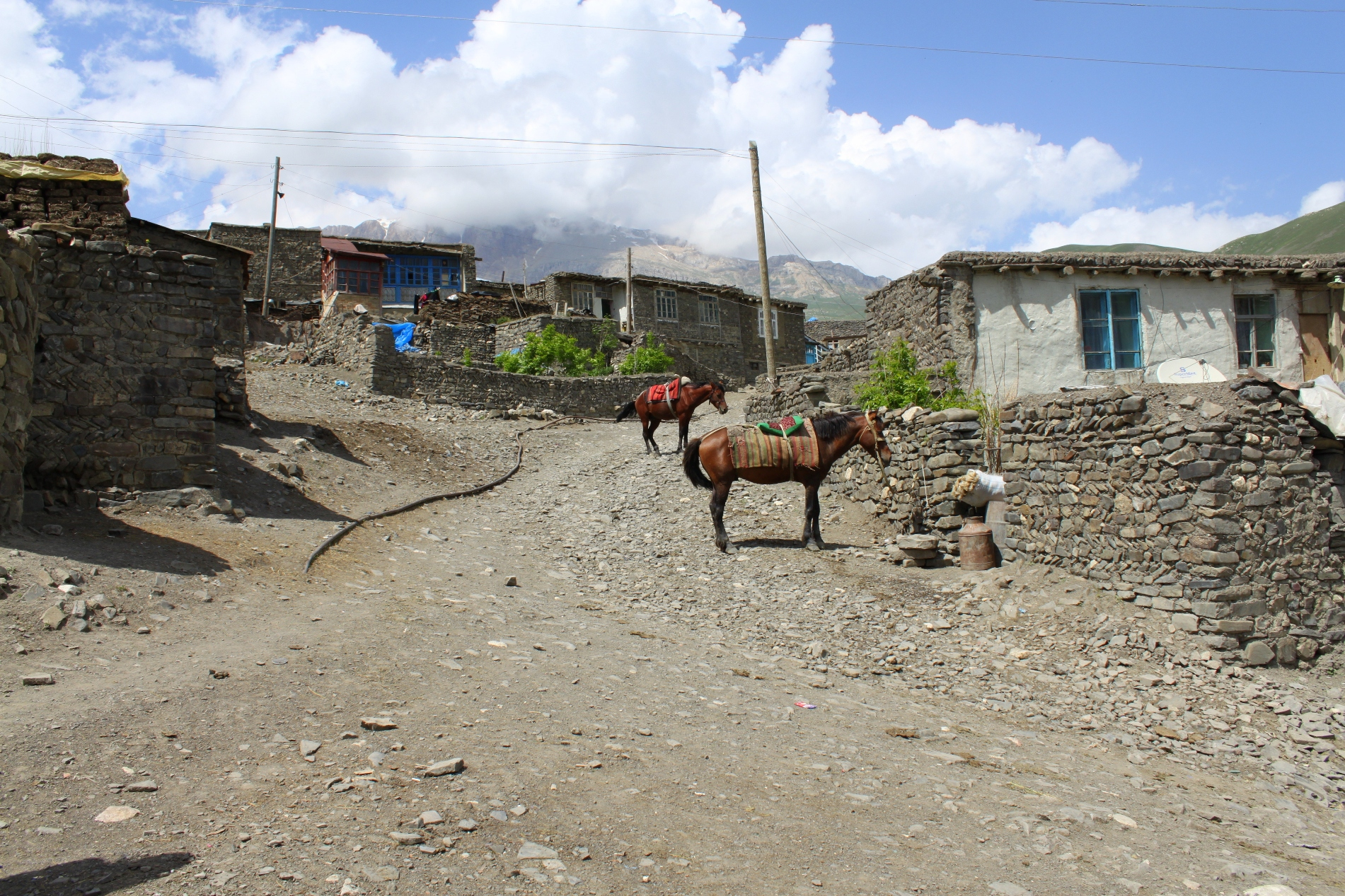
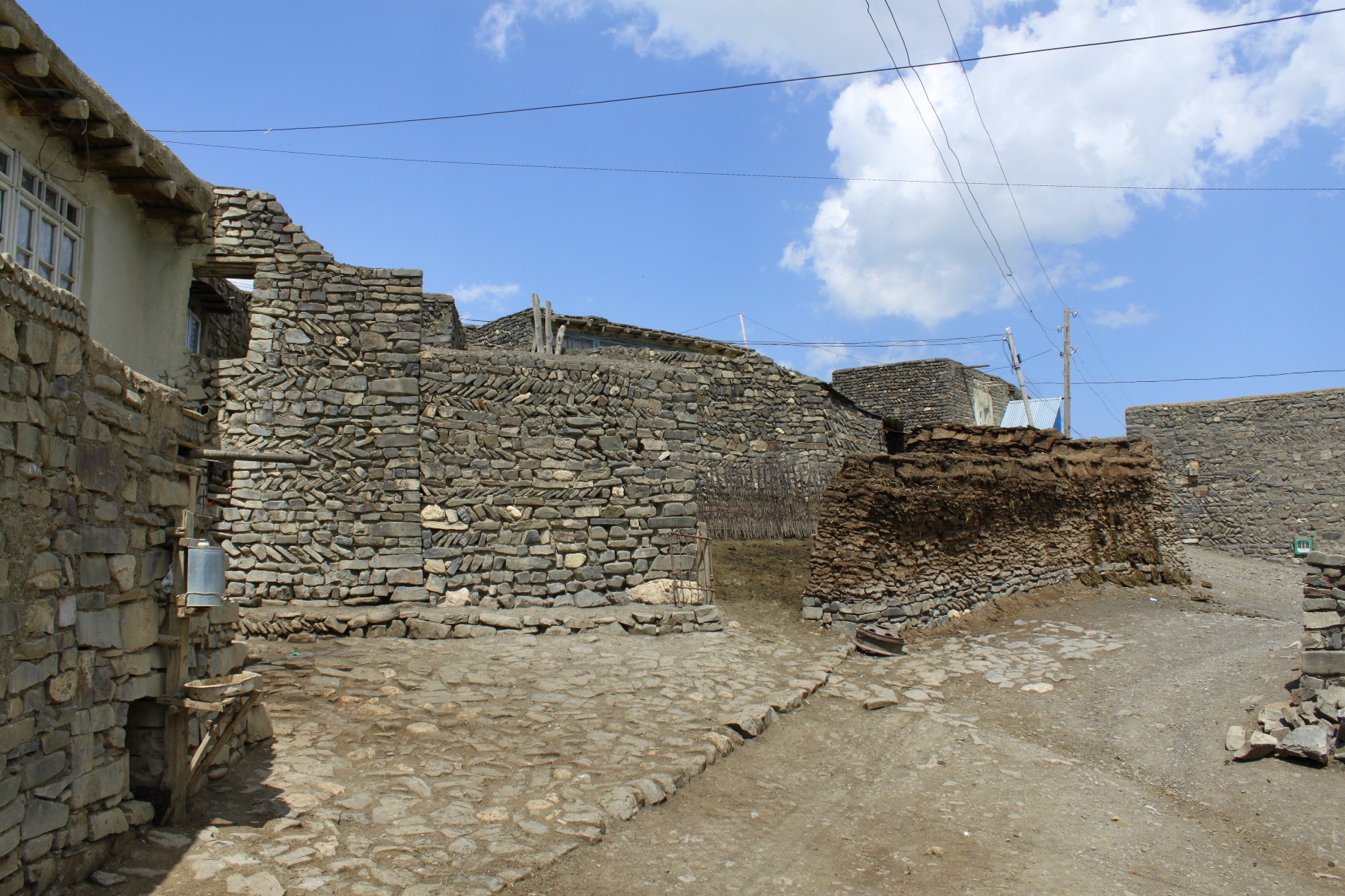
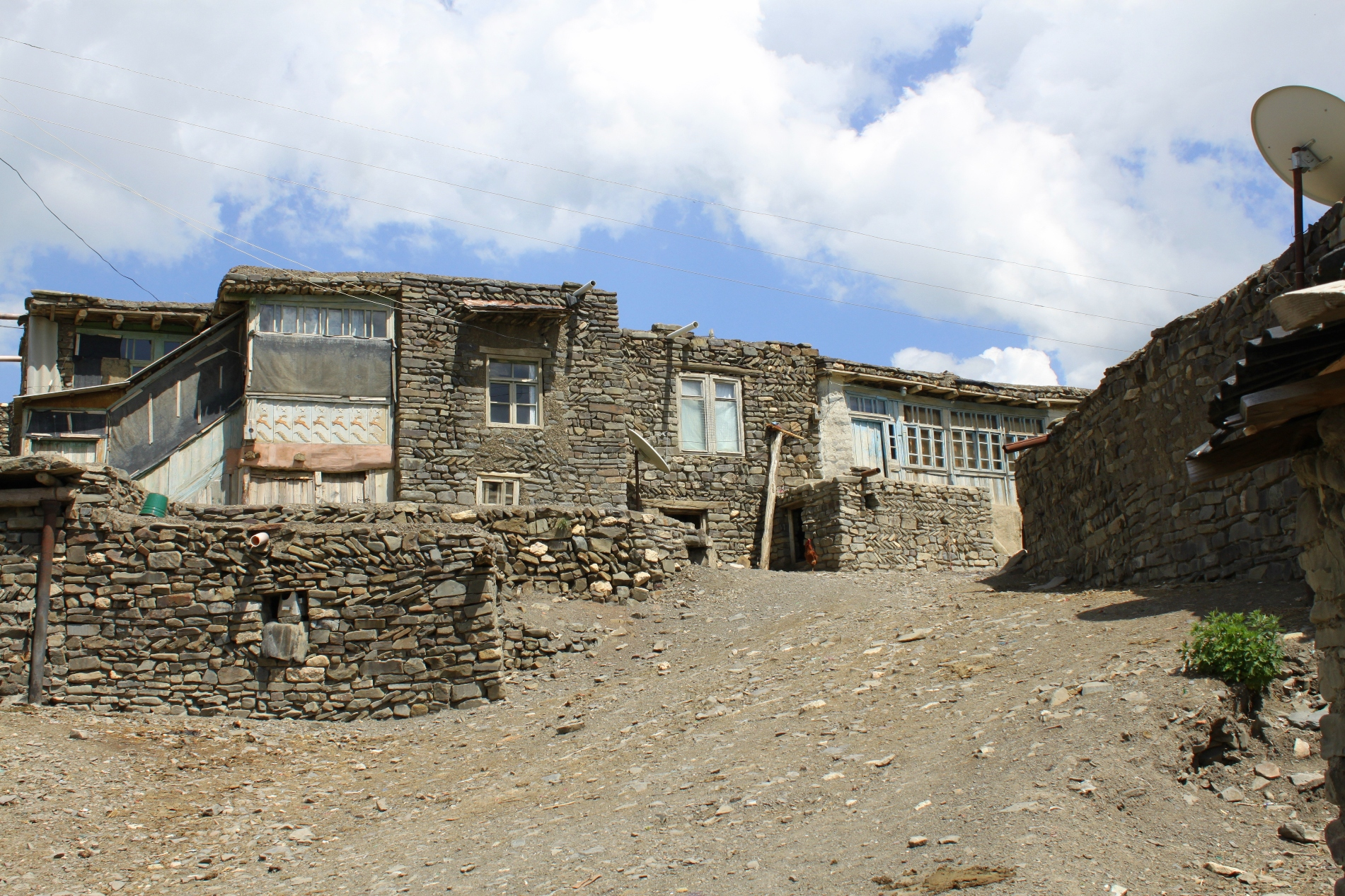
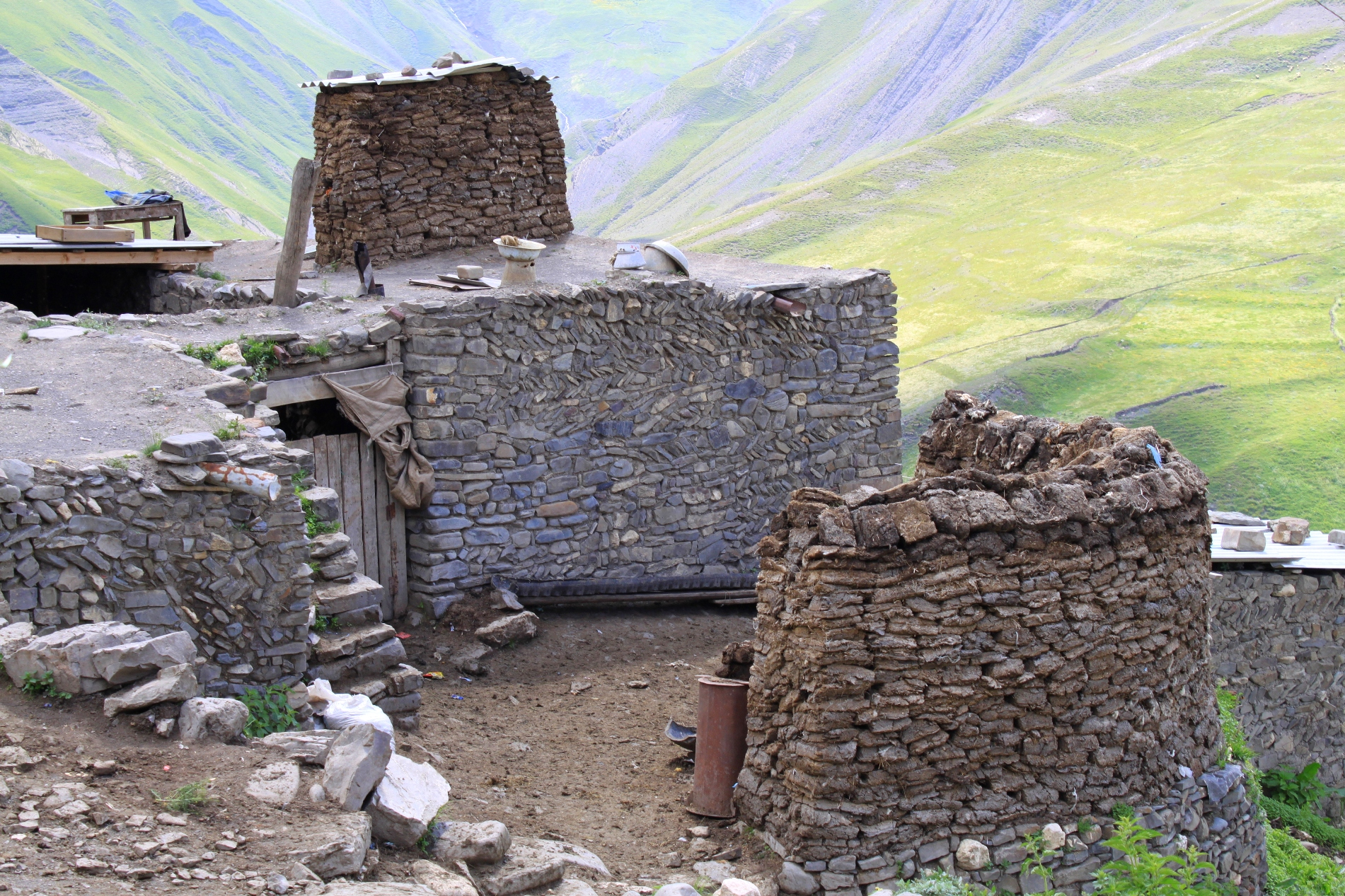
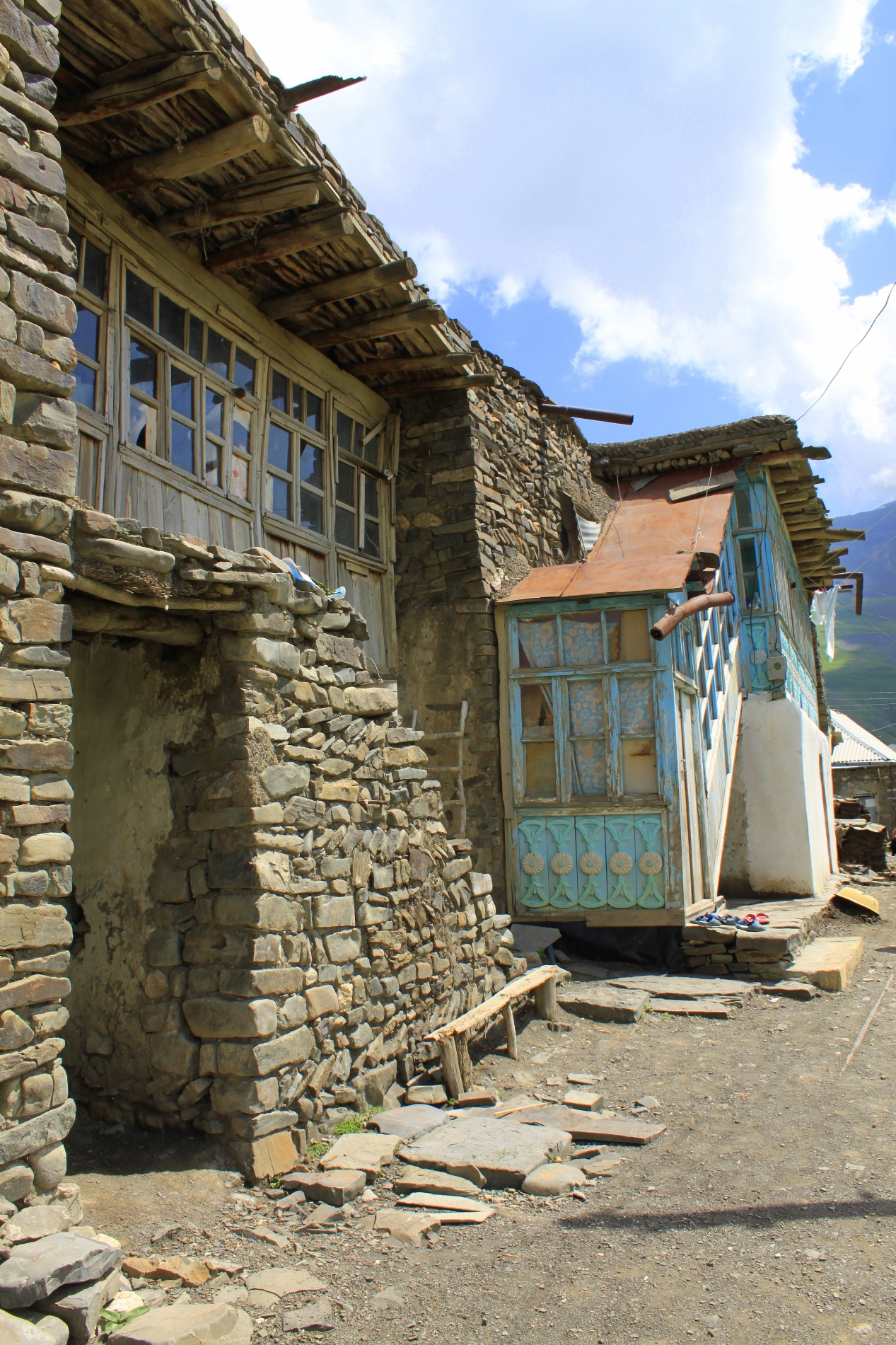
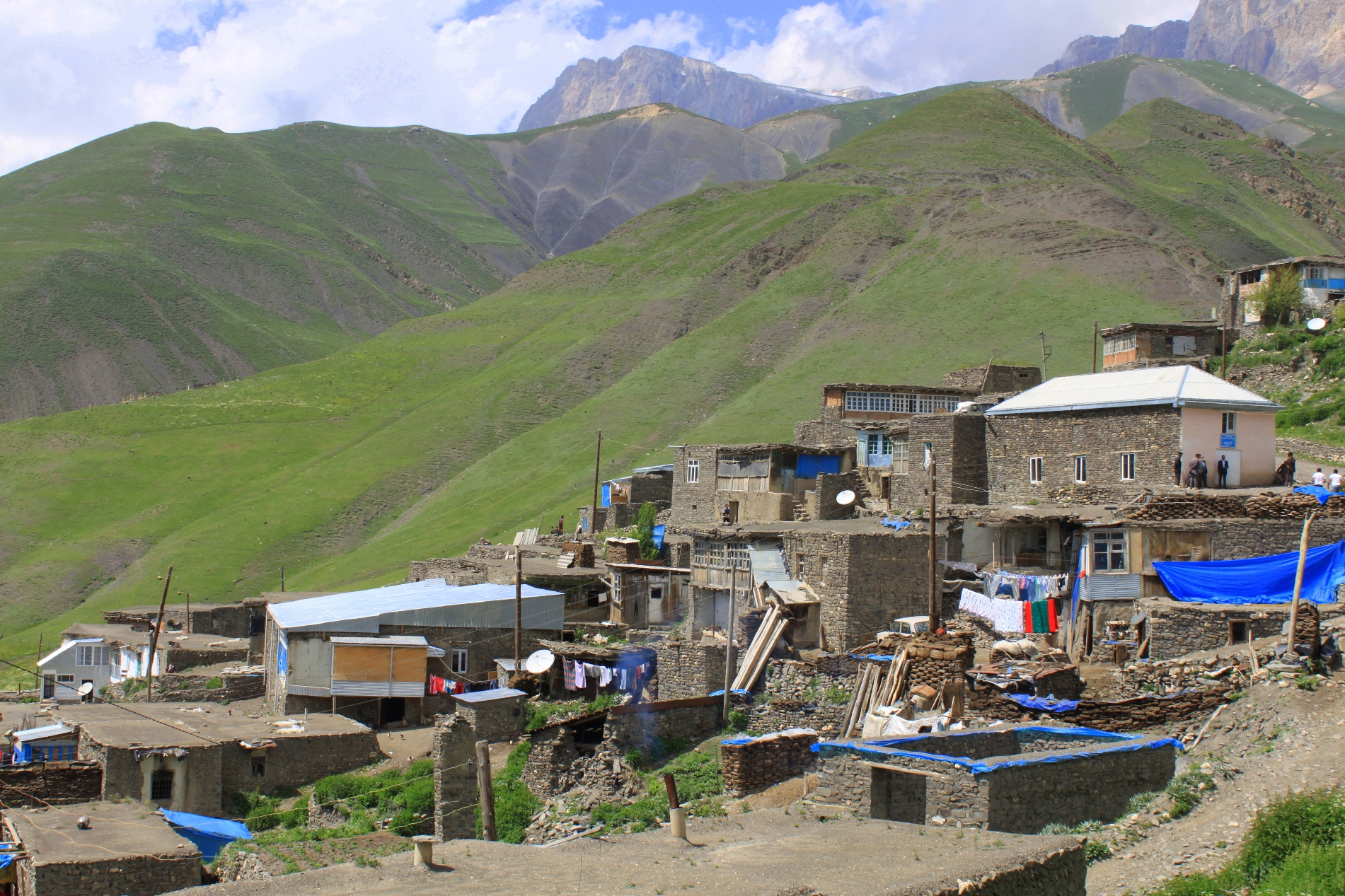
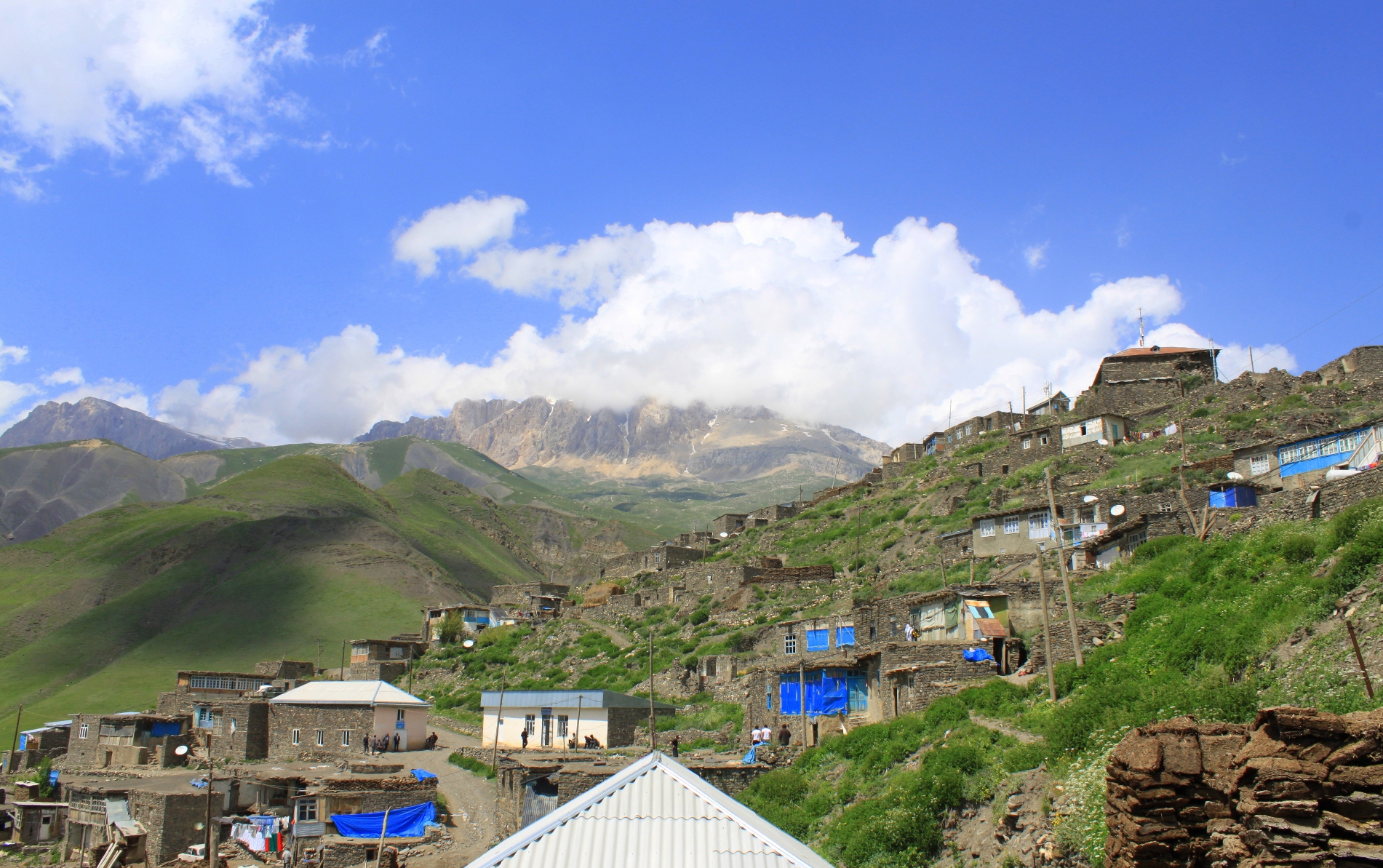
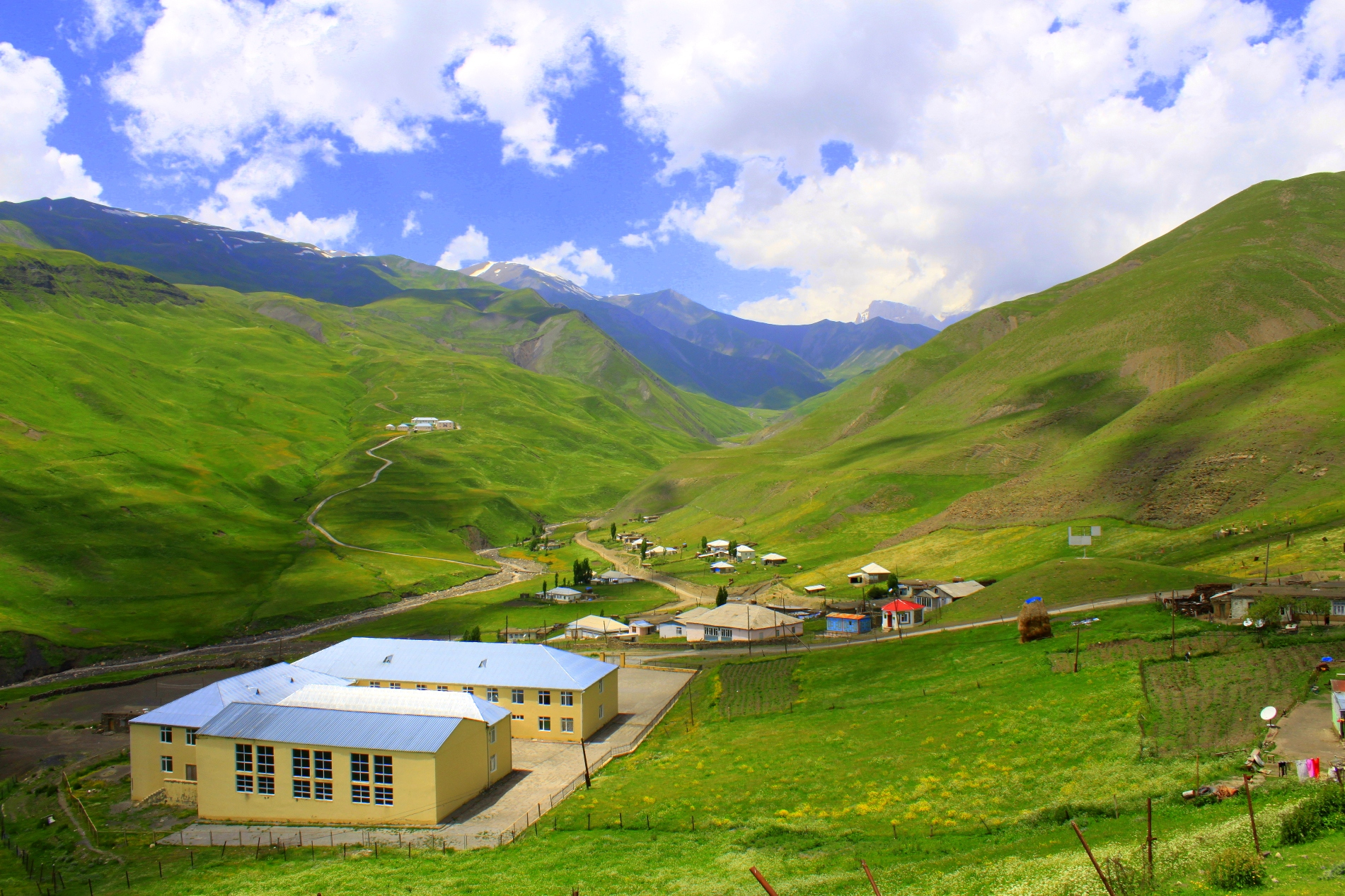
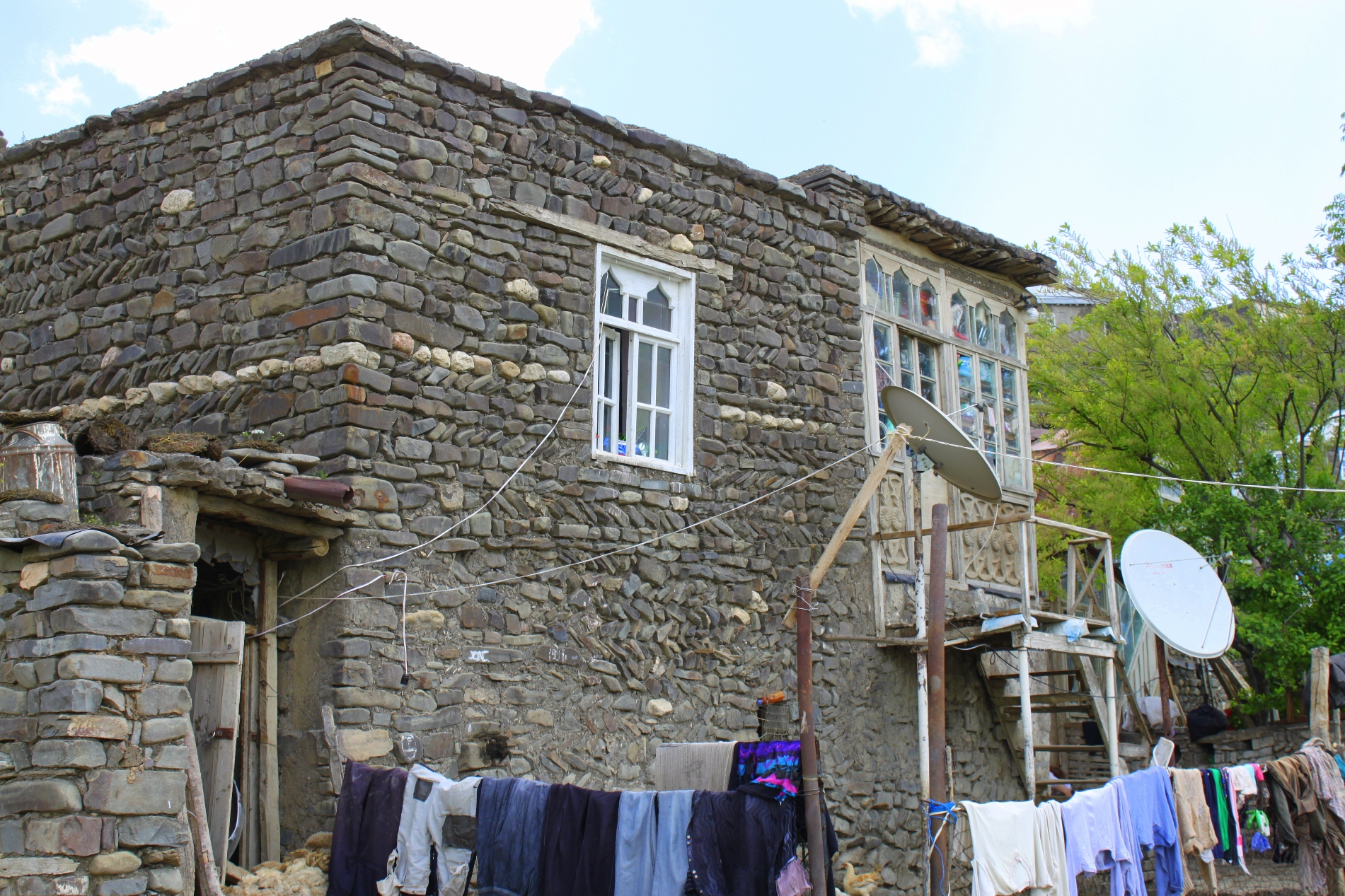
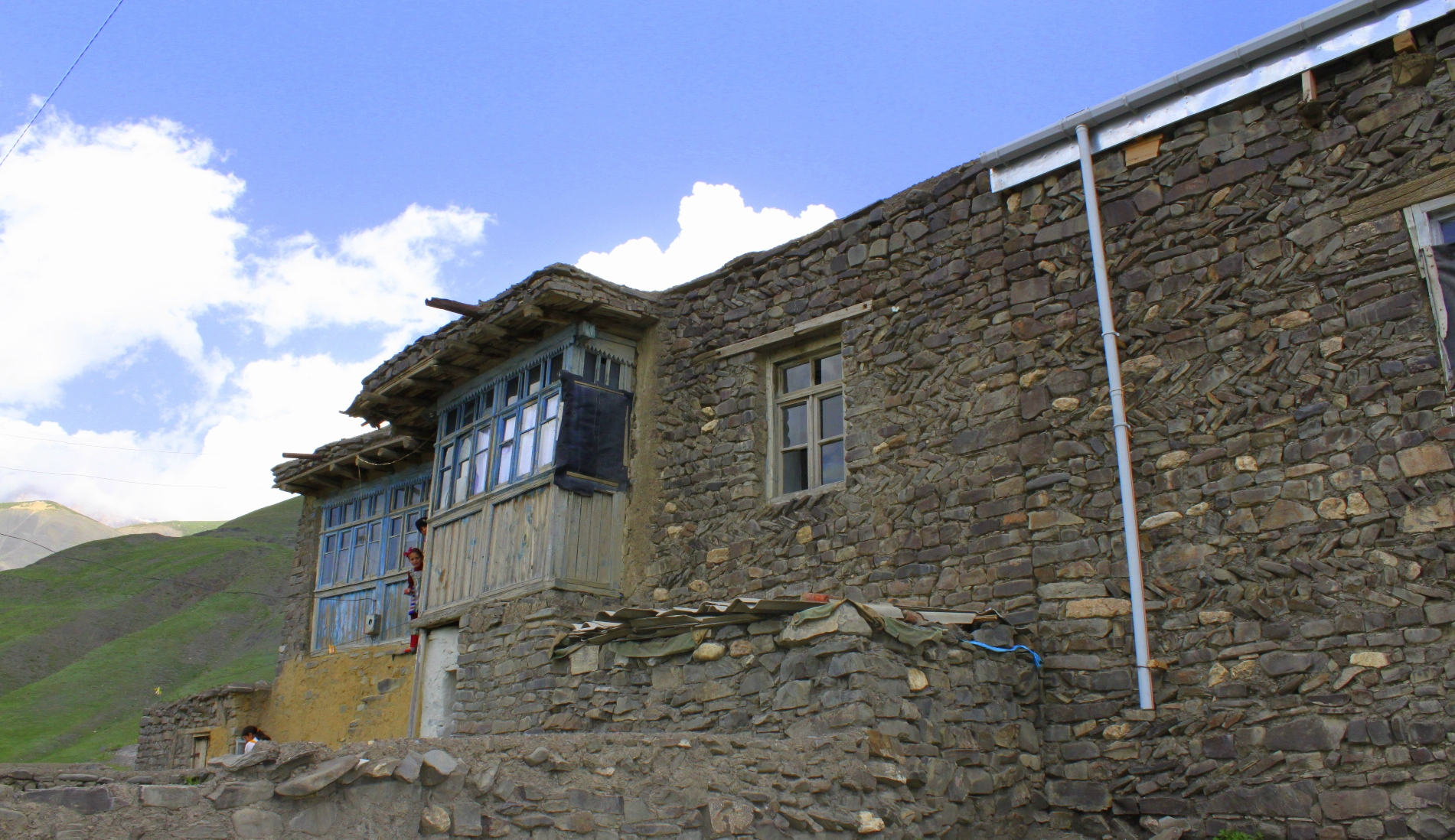
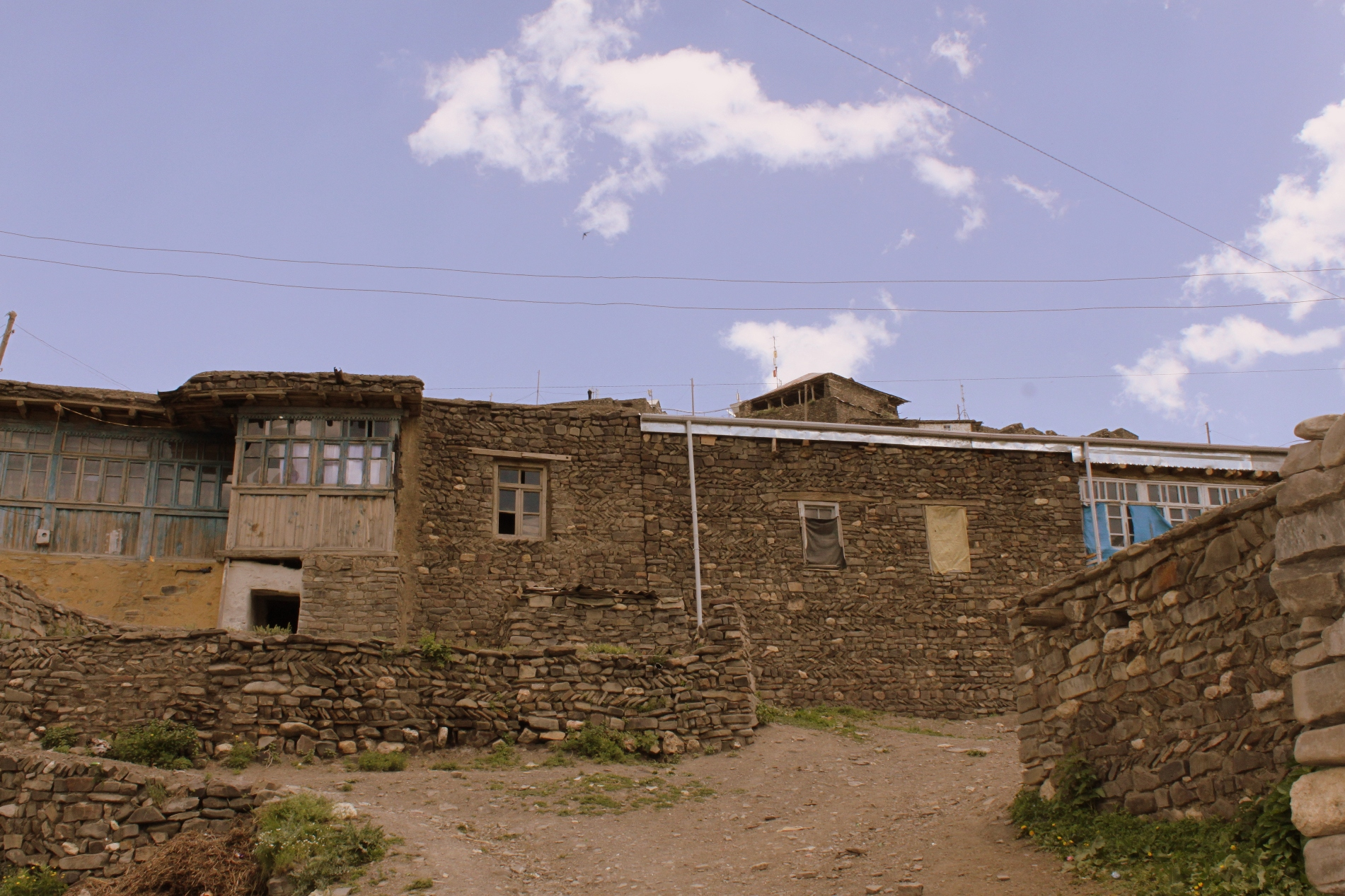
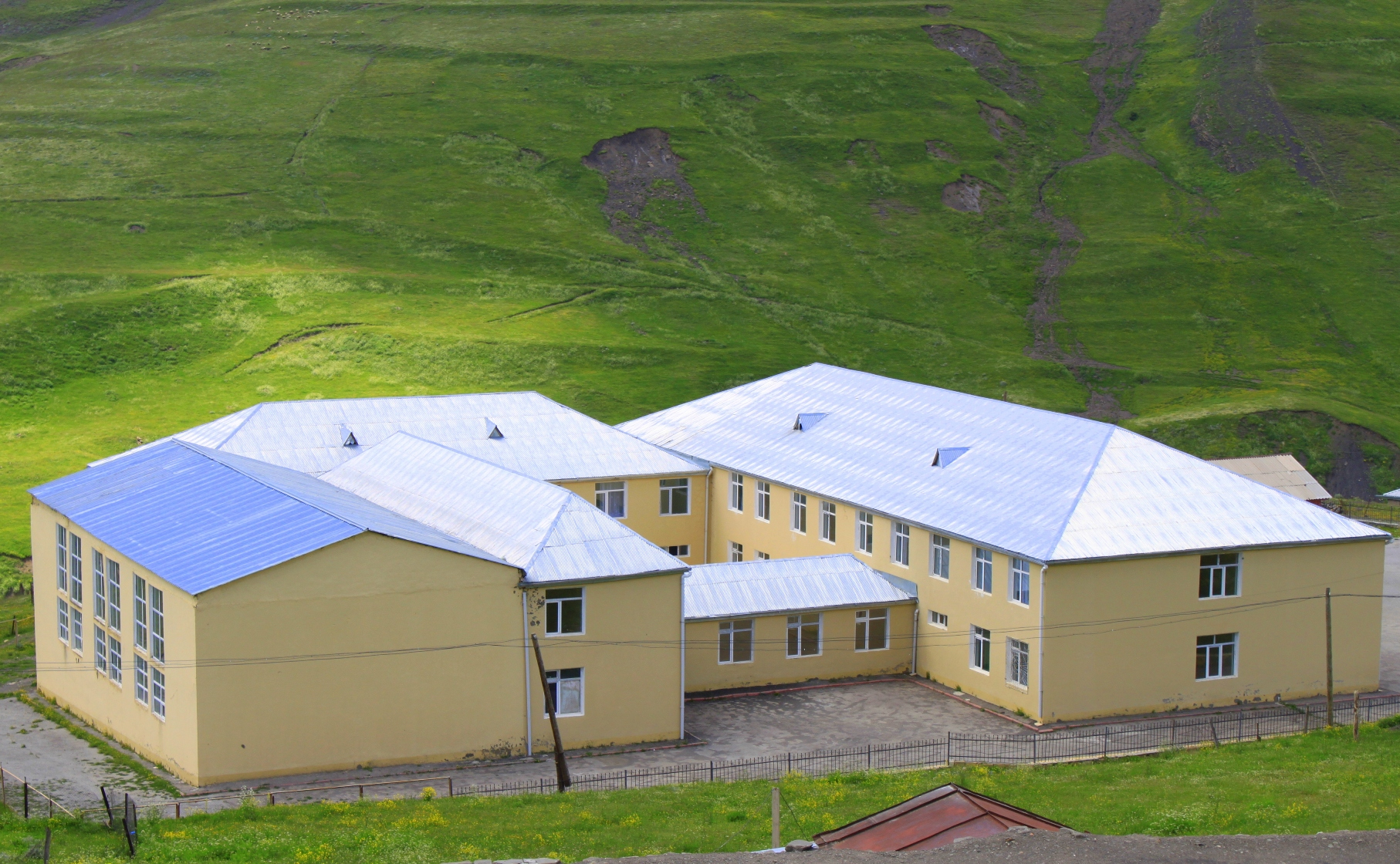
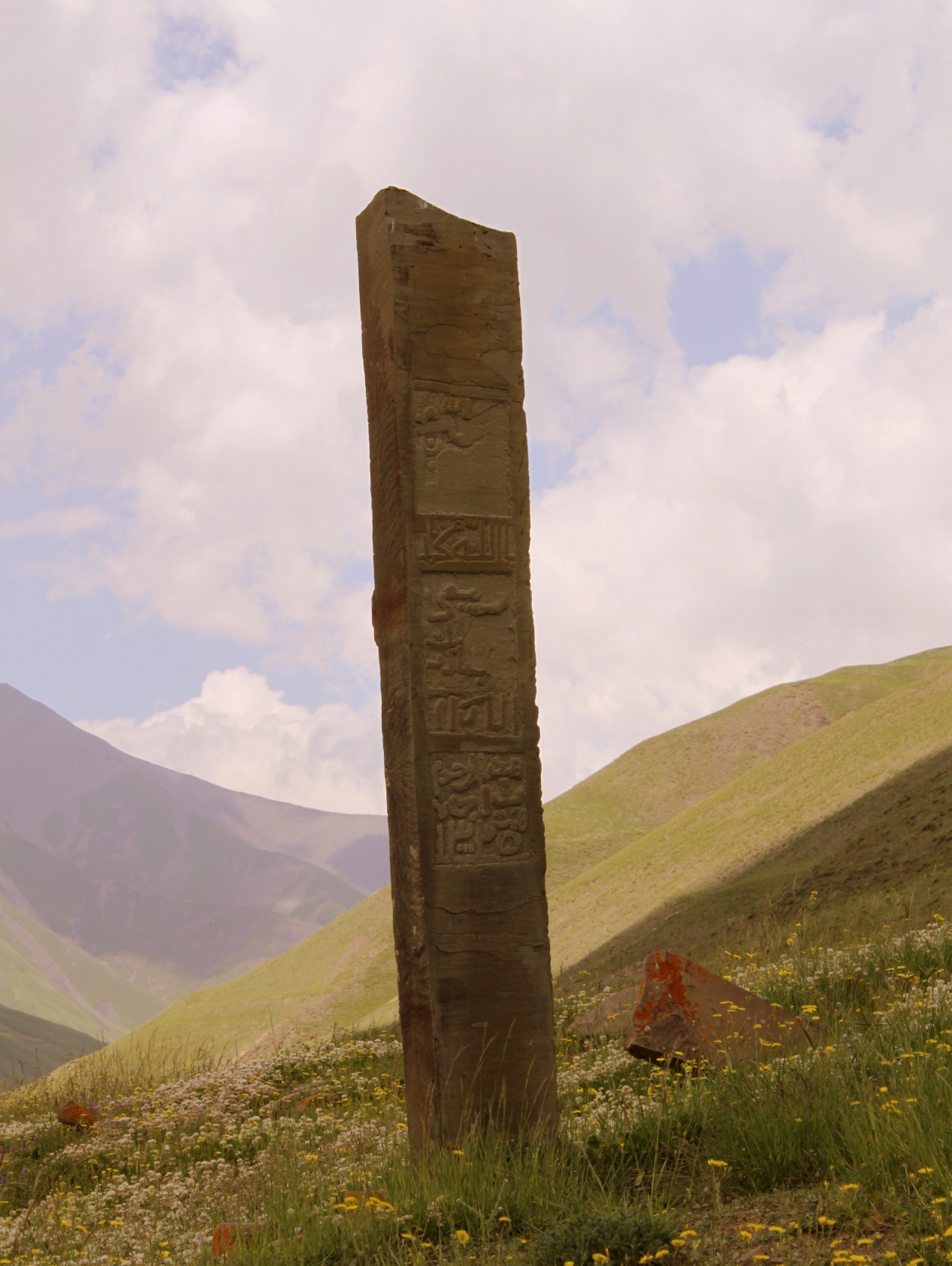
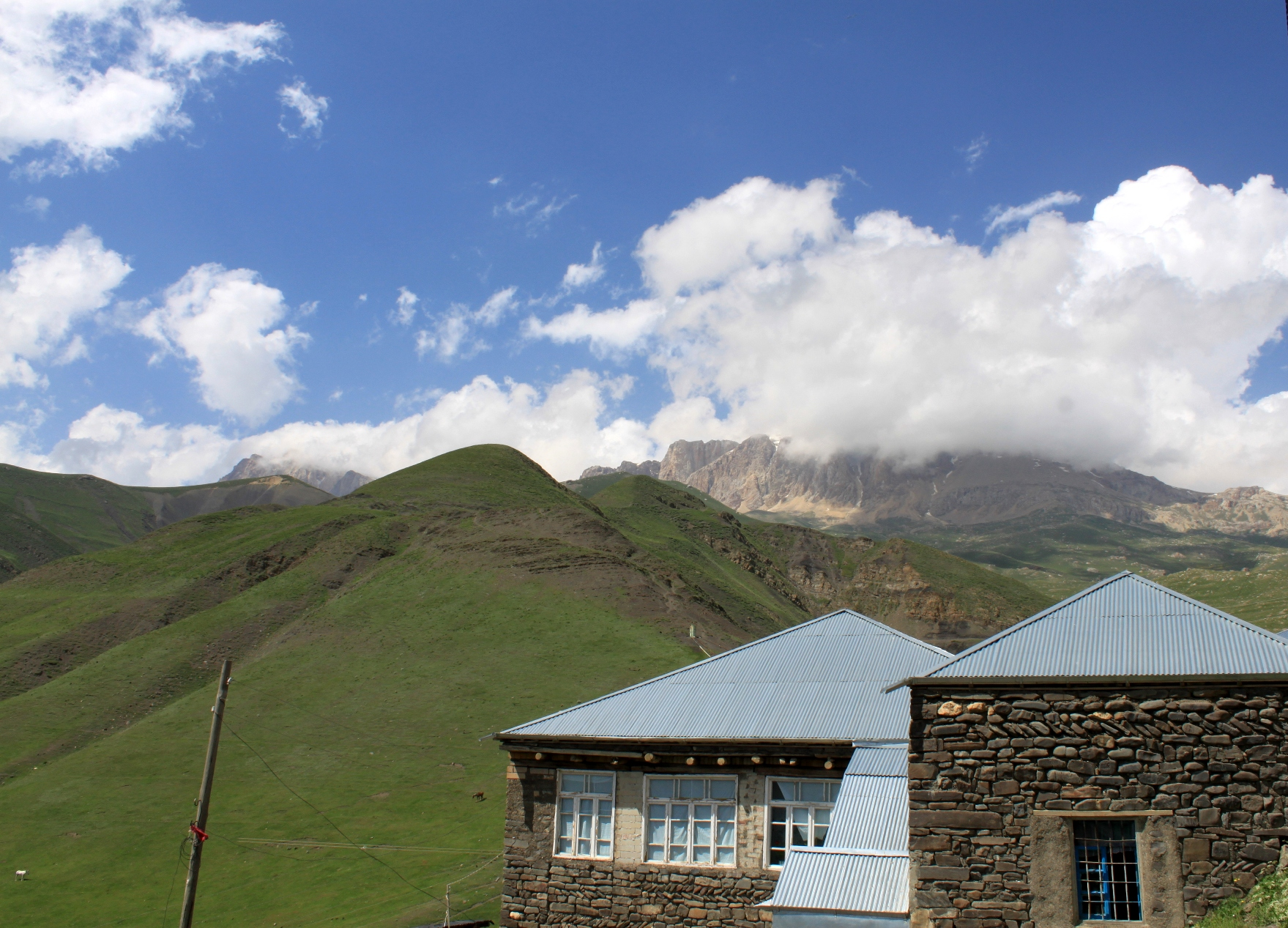

Хыналыгцы.

Фазиль,аксакал села Хыналык.
Аксакал Солтанага-киши.
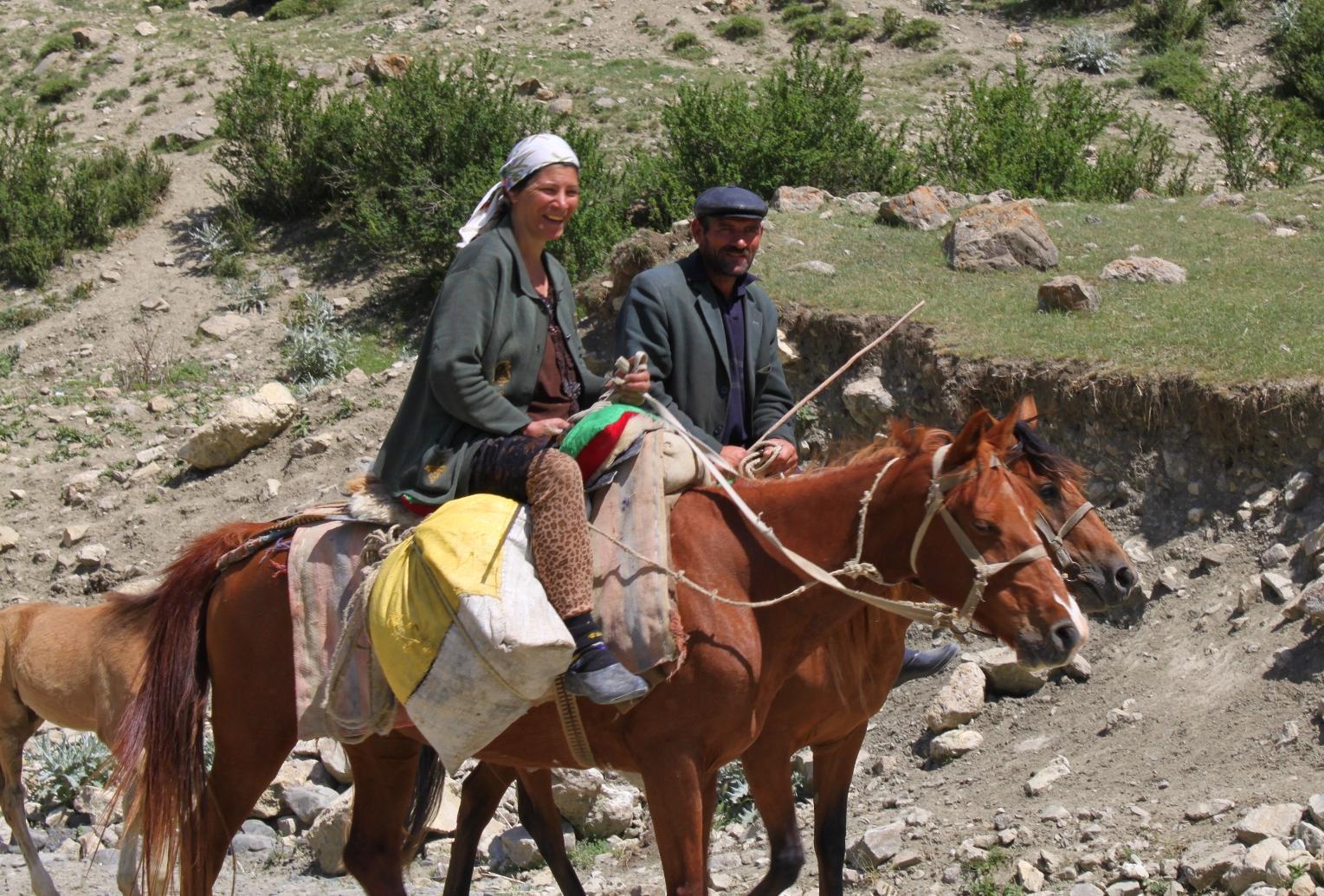
Азим и Махбуба Новрузовы жильцы села Хыналыг Губинского района Азербайджана.
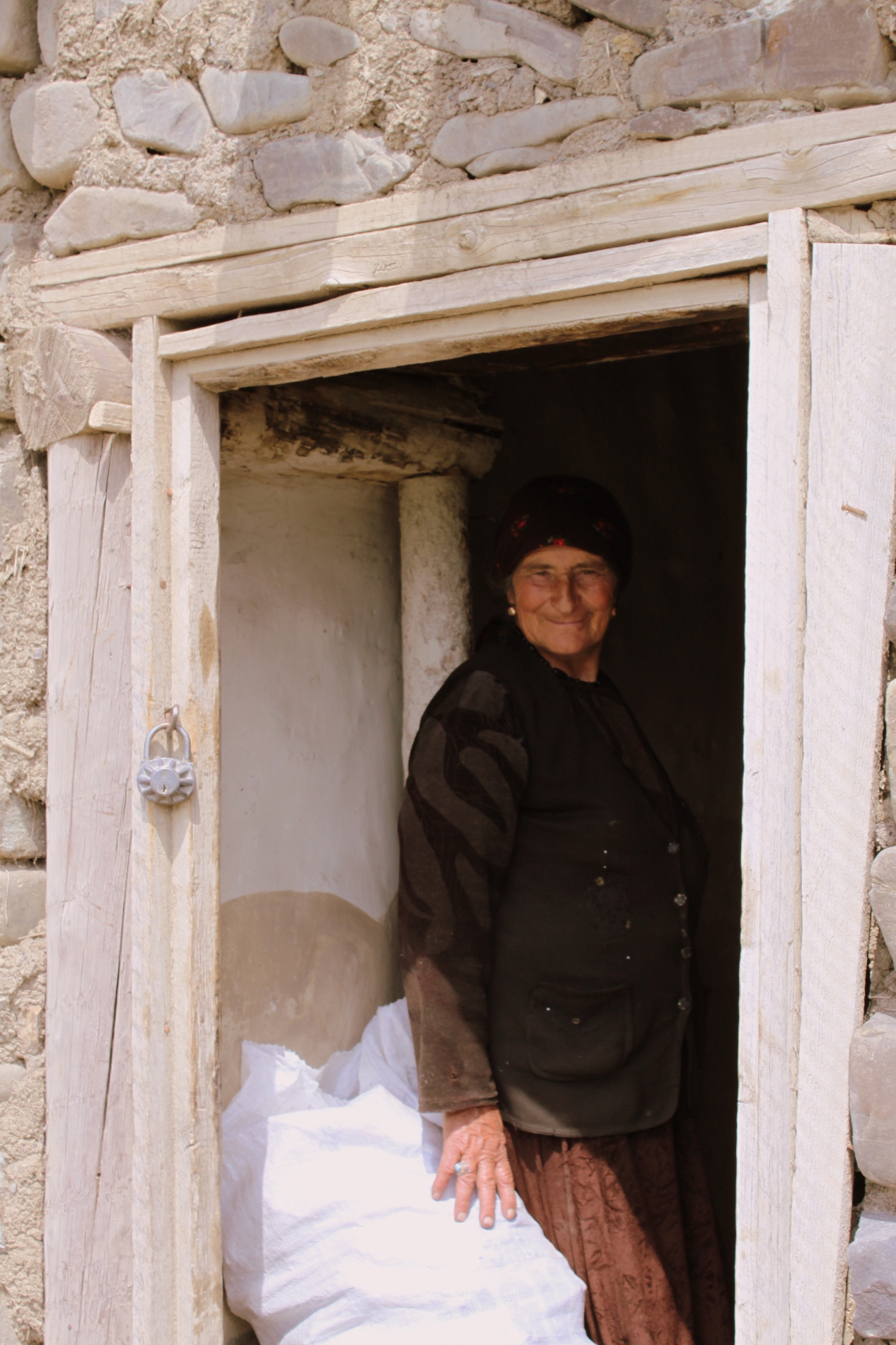
Шюкуфа Азимова жительница села Хыналыг Губинского района Азербайджана.
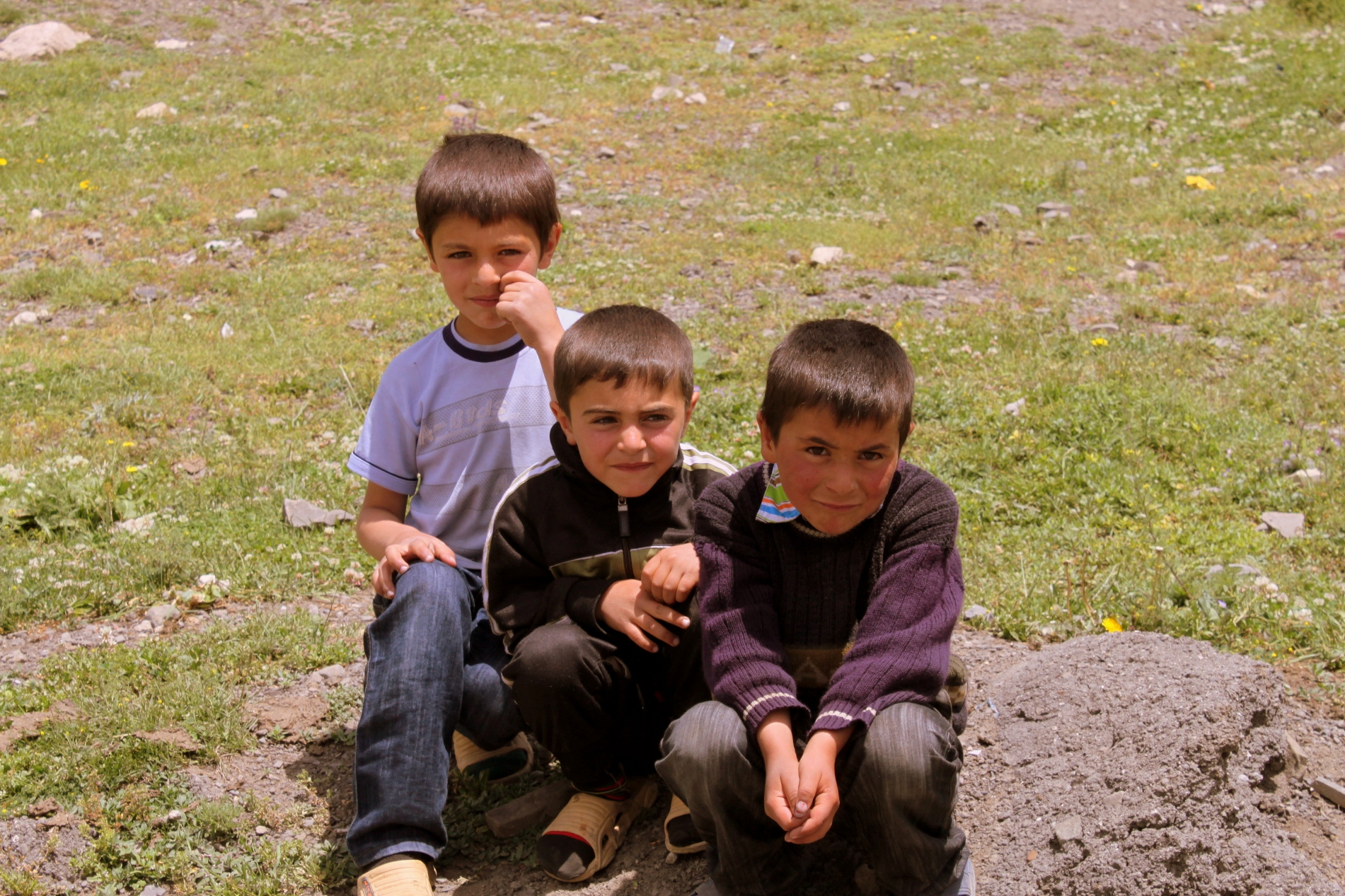
Дети из села Хыналыг Губинского района Азербайджана.
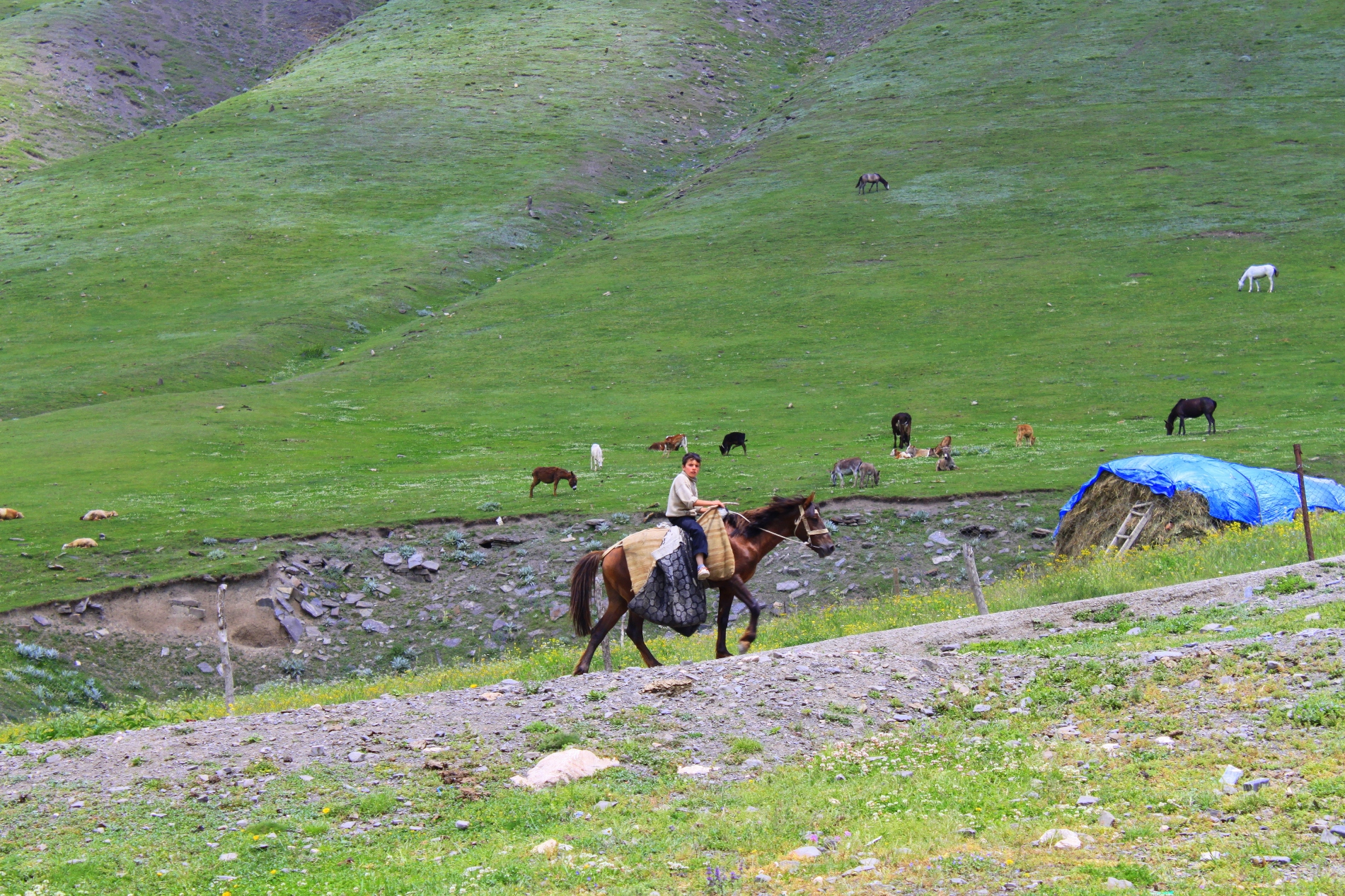
Житель села Хыналыг Губинского района Азербайджана.